# Hồng Kông
Hồng Kông (tiếng Trung: 香港; Hán-Việt: Hương Cảng, tiếng Hồng Kông: [hœ́ːŋ.kɔ̌ːŋ] ⓘ, tiếng Anh: Hong Kong; /ˌhɒŋˈkɒŋ/ ⓘ), tên chính thức là Đặc khu hành chính Hồng Kông thuộc Cộng hòa Nhân dân Trung Hoa, là một vùng đô thị đặc biệt, cũng như một trong hai đặc khu hành chính của Cộng hòa Nhân dân Trung Hoa (cùng với Ma Cao). Hồng Kông tọa lạc tại cửa sông Châu Giang, phía đông eo biển Linh Đinh Dương, phía bắc giáp sông Thâm Quyến và thành phố Thâm Quyến của tỉnh Quảng Đông thuộc vùng Hoa Nam Trung Quốc. Với hơn 7,5 triệu người (ước tính 2019) thuộc nhiều quốc tịch khác nhau trong một khu vực diện tích nhỏ, Hồng Kông là một trong những đô thị có mật độ dân số đông và cao nhất trên thế giới.
Hồng Kông trở thành thuộc địa của Đế quốc Anh sau khi Chiến tranh nha phiến lần thứ nhất kết thúc vào năm 1842. Bán đảo Cửu Long được sáp nhập thêm vào lãnh thổ này năm 1860 sau Chiến tranh nha phiến lần thứ hai và được mở rộng thêm nữa vào năm 1898; sau khi người Anh tiến hành "thuê" vùng Tân Giới trong vòng 99 năm. Thời kỳ Hồng Kông thuộc Nhật bắt đầu từ ngày 25 tháng 12 năm 1941 – khi Đế quốc Nhật Bản tiến hành xâm lược vùng lãnh thổ này cùng với sự thất bại của các lực lượng quân sự Anh và chấm dứt vào ngày 30 tháng 8 năm 1945 – sau khi Nhật thua trận và đầu hàng Đồng Minh. Kết thúc Thế chiến II, Hồng Kông trở lại với Anh Quốc và đến năm 1997, chủ quyền vùng lãnh thổ này được Anh bàn giao lại cho Trung Quốc.
Ban đầu vốn chỉ là một khu vực dân cư thưa thớt ven biển của các làng nông nghiệp và ngư nghiệp, vùng lãnh thổ này dưới sự quản lý và cải cách của Đế quốc Anh đã trở thành một trong những trung tâm tài chính và cảng thương mại quan trọng bậc nhất thế giới. Hồng Kông được ước tính là nhà xuất khẩu lớn thứ 10 và nhập khẩu lớn thứ 9 trên thế giới, cũng như là thực thể thương mại lớn thứ 7 thế giới. Tiền tệ hợp pháp của vùng lãnh thổ này – đồng đô la Hồng Kông hiện đang đứng thứ 13 thế giới trong danh sách những loại tiền tệ được giao dịch nhiều nhất. Hồng Kông là nơi tập trung nhiều cá nhân/gia đình có giá trị tài sản ròng cực cao, đứng thứ nhất châu Á và cao hơn so với bất kỳ thành phố nào khác trên thế giới. Mặc dù thành phố là một trong những đô thị có mức thu nhập bình quân đầu người cao nhất trên thế giới, nhưng Đặc khu cũng đang chứng kiến sự bất bình đẳng thu nhập gia tăng ngày một nghiêm trọng, Hồng Kông luôn dẫn đầu châu Á nói riêng cũng như thế giới nói chung về mức bình quân chi phí sinh hoạt, đây là một trong những thành phố đắt đỏ nhất trên thế giới.
Là một khu vực hành chính tự trị đặc biệt, Hồng Kông duy trì các hệ thống chính trị, quản lý, luật pháp, giáo dục, bầu cử và kinh tế tách biệt hoàn toàn với các hệ thống của Hoa lục theo mô hình "một quốc gia, hai chế độ". Hầu hết tất cả người dân sinh ra ở đây đều được đặt tên riêng theo tên gọi của người Anh, sở hữu hộ chiếu, tiền tệ, mô hình kinh tế, hệ thống giáo dục riêng, và đồng thời có xu hướng tự xác định bản thân là người Hồng Kông (Hongkonger) hơn là người Trung Quốc (Chinese).
Hồng Kông là một trong '4 con rồng kinh tế châu Á' (cùng với Hàn Quốc, Đài Loan và Singapore), và được phân loại là một thành phố toàn cầu hạng Alpha+ (α+) - cho thấy mức độ ảnh hưởng rất lớn của thành phố đối với nền kinh tế toàn cầu. Hồng Kông là một trong những trung tâm tài chính toàn cầu quan trọng nhất, nắm giữ điểm số về chỉ số phát triển tài chính cao nhất và luôn được xếp hạng là khu vực kinh tế cạnh tranh cũng như tự do nhất trên thế giới trong nhiều năm. Đây cũng là nơi có số lượng cao ốc, nhà chọc trời nhiều nhất trên thế giới, tập trung xung quanh khu vực cảng Victoria. Hồng Kông liên tục được xếp hạng rất cao về chỉ số phát triển con người (HDI) và là một trong những lãnh thổ có bình quân tuổi thọ cao nhất trên thế giới. Hơn 90% dân số của Hồng Kông sử dụng phương tiện giao thông công cộng. Tuy nhiên, tình trạng ô nhiễm không khí từ các nhà máy, khu vực công nghiệp lân cận của Trung Quốc đại lục đã gây ra một lượng lớn các tác động xấu, ảnh hưởng tới chất lượng môi trường của Đặc khu.
Mặc dù là một vùng lãnh thổ có nền kinh tế phát triển cao, tuy nhiên, bất ổn chính trị cùng những chính sách can thiệp từ phía Trung Quốc đại lục đã và đang góp phần kìm hãm sự phát triển kinh tế, xã hội cũng như ảnh hưởng tới quá trình dân chủ hóa của khu vực này.

## Từ nguyên
Tên gọi vùng lãnh thổ lần đầu tiên được viết bằng chữ La tinh là "He-Ong-Kong" năm 1780, ban đầu được dùng để chỉ một vịnh nhỏ nằm giữa đảo Aberdeen và bờ biển phía nam đảo Hồng Kông. Aberdeen từng là nơi chạm trán ban đầu giữa các thủy thủ người Anh và ngư dân bản xứ. Dù nguồn gốc của cái tên la tinh vẫn chưa được xác định rõ ràng, nhưng mọi người thường cho rằng đây là bản phiên âm ban đầu của cách phát âm trong tiếng Quảng Đông là hēung góng;  có nghĩa là "bến cảng thơm" hay "bến cảng hương". "Thơm" có thể liên quan đến hương vị ngọt ngào của dòng nước ngọt từ các cảng quanh sông Châu Giang hoặc là mùi hương từ các công xưởng sản xuất nhang dọc theo bờ biển phía bắc Cửu Long. Những que hương trước khi mang đi xuất khẩu từng được cất giữ gần cảng Aberdeen. Trái lại, Thống đốc thứ hai của Hồng Kông Sir John Davis thì cho rằng cái tên bắt nguồn từ "Hoong-keang" ("dòng nước đỏ"), tức chỉ màu đất quanh khu vực thác nước trên hòn đảo chảy qua.
Tên gọi giản thể Hong Kong được sử dụng thường xuyên vào năm 1810. Ngoài ra, nó cũng thường được viết dưới dạng từ đơn Hongkong cho đến năm 1926, khi chính phủ chính thức áp dụng tên "Hong Kong". Một số tập đoàn được thành lập trong thời kỳ đầu thuộc địa vẫn giữ tên này, bao gồm Hongkong Land, Hongkong Electric Company, Hongkong and Shanghai Hotels và Hongkong and Shanghai Banking Corporation (HSBC).

## Lịch sử

### Thời kỳ tiền thuộc địa
Các nghiên cứu khảo cổ học đã xác nhận về sự hiện diện của loài người tại khu vực Xích Liệp Giác từ 35.000 đến 39.000 năm trước đây, và tại bán đảo Tây Cống từ 6.000 năm trước đây. Hoàng Địa Động và Xí Lĩnh Hạ Hải là hai địa điểm mà loài người cư trú sớm nhất trong thời đại đồ đá cũ. Người ta tin rằng Xí Lĩnh Hạ Hải từng là một điểm dân cư thung lũng sông và Hoàng Địa Động từng là một nơi chế tạo đồ đá. Các hiện vật thời đại đồ đá mới được khai quật cho thấy sự khác biệt văn hóa với văn hóa Long Sơn ở miền bắc Trung Quốc và cho thấy sự định cư của người Xá (輋族) trước khi người Bách Việt di cư đến. Đã phát hiện ra tám bãi đá khắc trên các đảo xung quanh, chúng có niên đại từ thời nhà Thương tại Trung Quốc.
Năm 214 TCN, Tần Thủy Hoàng, hoàng đế đầu tiên của Trung Quốc, đã chinh phục các bộ lạc Bách Việt tại khu vực Lưỡng Quảng và lần đầu tiên sáp nhập các lãnh thổ này vào đế quốc Trung Hoa. Hồng Kông khi đó thuộc về quận Nam Hải và ở gần thủ phủ Phiên Ngung. Sau khi nhà Tần sụp đổ vào năm 204 TCN, khu vực được hợp nhất vào vương quốc Nam Việt do tướng Triệu Đà lập ra. Khi Hán Vũ Đế tiến hành chinh phục Nam Việt vào năm 111 TCN, khu vực được quy thuộc vào bộ Giao Chỉ của nhà Hán. Bằng chứng khảo cổ cho thấy dân số đã tăng lên và lĩnh vực sản xuất muối ban đầu đã phát triển mạnh mẽ trong thời kỳ này. Cổ mộ Lý Trịnh Ốc tại bán đảo Cửu Long được cho là xây dựng từ thời nhà Hán.
Trong thời kỳ nhà Đường, khu vực Quảng Đông đã phát triển mạnh mẽ rồi trở thành một trung tâm thương mại khu vực. Năm 736, Đường Huyền Tông đã cho thiết lập một đồn quân sự tại Đồn Môn để phòng thủ khu vực ven biển trong vùng. Trường làng đầu tiên, Lực Doanh thư viện, đã được thành lập vào khoảng năm 1075 tại Tân Giới dưới thời Bắc Tống. Khi bị người Mông Cổ xâm lược vào năm 1276, triều đình Nam Tống đã chuyển đến Phúc Kiến, sau đó đến đảo Lạn Đầu và rồi lại đến Tống Vương Đài (nay là Cửu Long Thành), tuy nhiên Tống Đế Bính nhỏ tuổi đã phải nhảy xuống biển tự vẫn cùng các quan của mình sau khi bị đánh bại trong trận Nhai Môn. Hầu Vương, một viên quan của Tống đế Bính nay vẫn được thờ tại Hồng Kông.
Theo các tài liệu, người khách châu Âu đầu tiên đến khu vực Hồng Kông là một nhà thám hiểm người Bồ Đào Nha mang tên Jorge Álvares, vào năm 1513. Sau khi thiết lập nên các điểm định cư trong khu vực, các thương gia Bồ Đào Nha bắt đầu mua bán ở miền Nam Trung Quốc. Cùng thời gian đó, họ đã tiến hành xâm chiếm và xây dựng công sự quân sự tại Đồn Môn. Các xung đột quân sự giữa Trung Quốc và Bồ Đào Nha đã khiến người Bồ Đào Nha bị trục xuất. Vào giữa thế kỷ XVI, lệnh Hải cấm nghiêm cấm các hoạt động hàng hải và ngăn chặn việc tiếp xúc với người ngoại quốc; luật này cũng hạn chế hoạt động trên biển của địa phương. Năm 1661–1669, lãnh thổ bị ảnh hưởng từ Thiên giới lệnh do Khang Hi ban hành, lệnh này yêu cầu thực hiện việc di tản tại các vùng ven biển của Quảng Đông. Sử sách đã ghi lại rằng có 16.000 người từ Tân An huyện đã bị buộc phải di dời vào trong nội địa, và 1.648 trong số những người dời đi đã quay trở lại khi quy định tản cư bị bãi bỏ vào năm 1669. Lãnh thổ mà nay là Hồng Kông phần lớn trở thành đất hoang do lệnh cấm. Năm 1685, Khang Hy cho mở cửa việc giao dịch hạn chế với người ngoại quốc, bắt đầu từ đất Quảng Châu. Ông cũng áp đặt các điều kiện nghiêm ngặt đối với mậu dịch như yêu cầu các thương nhân ngoại quốc sinh sống tại các khu vực bị hạn chế, chỉ được ở lại trong thời gian mua bán, cấm buôn bán súng, và chỉ được dùng bạc trong thanh toán. Công ty Đông Ấn Anh đã thực hiện chuyến đi biển đầu tiên đến Trung Quốc vào năm 1699, và việc mua bán với các thương nhân người Anh đã phát triển nhanh chóng ngay sau đó. Năm 1711, công ty thiết lập trạm thông thương đầu tiên của họ tại Quảng Châu. Năm 1773, người Anh đã đạt mốc 1.000 rương thuốc phiện tại Quảng Châu và Trung Quốc đã đạt mốc tiêu thụ 2.000 rương mỗi năm trong năm 1799.

### Thời kỳ thực dân Anh

Cờ Hồng Kông thuộc Anh, một lam thuyền kỳ với huy hiệu của thuộc địa

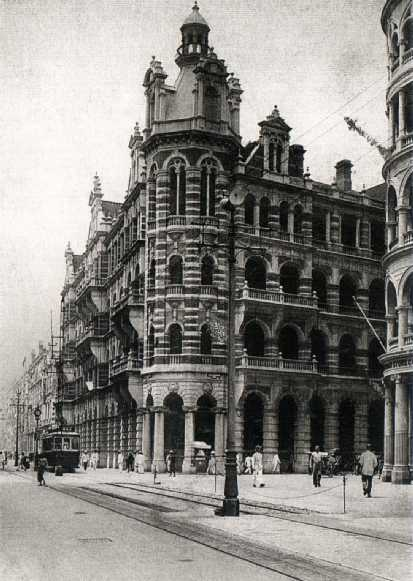
Tòa nhà Tổng cục Bưu điện năm 1911

Năm 1839, do triều đình nhà Thanh từ chối nhập khẩu thuốc phiện, giữa Đại Thanh và nước Anh đã nổ ra Chiến tranh nha phiến. Quân Anh chiếm đảo Hồng Kông ngày 20 tháng 1 năm 1841 và ban đầu được nhượng cho nước Anh theo thảo ước Xuyên Tị như là một phần của thỏa thuận ngừng bắn giữa Đại tá hải quân Charles Elliot và tổng đốc Lưỡng Quảng Kỳ Thiện (琦善). Song thỏa thuận này đã không bao giờ được phê chuẩn do tranh cãi giữa các quan chức cấp cao của cả hai chính phủ. Phải cho đến ngày 29 tháng 8 năm 1842, Trung Quốc mới chính thức nhượng lại vĩnh viễn hòn đảo cho nước Anh theo Điều ước Nam Kinh. Người Anh đã thiết lập nên một thuộc địa vương lĩnh bằng việc xây dựng thành phố Victoria vào năm sau.
Cơ sở hạ tầng hành chính nhanh chóng được xây dựng vào đầu năm 1842. Nhưng cướp biển, dịch bệnh và các chính sách thù địch của nhà Thanh ban đầu đã ngăn cản chính phủ thu hút thương mại. Thập niên 1850 chứng kiến sự kiện Thái Bình Thiên Quốc ở Trung Quốc. Vì vậy nhiều người tị nạn Trung Quốc (gồm cả các thương gia giàu có) đã chạy trốn khỏi vùng đất bất ổn và định cư tại vùng thuộc địa, nhờ đó điều kiện sống trên hòn đảo được cải thiện đáng kể. Năm 1860, sau khi nhà Thanh thất bại trong Chiến tranh nha phiến lần thứ hai, bán đảo Cửu Long và đảo Ngang Thuyền Châu bị nhượng lại vĩnh viễn cho nước Anh theo Điều ước Bắc Kinh. Kết thúc cuộc chiến, Hồng Kông đã nhanh chóng phát triển từ một tiền đồn thuộc địa tạm thời thành một cảng trung chuyển (entrepôt) quan trọng vào thời ấy. Những cải thiện kinh tế trong thập niên 1850 cũng đã thu hút đầu tư nước ngoài, khi các bên liên quan tin tưởng hơn vào tương lai của Hồng Kông. Ngoài ra, dưới sự cai trị của người Anh, dân số đảo Hồng Kông tăng từ 7.450 cư dân người Hán (chủ yếu là ngư dân) vào năm 1841 lên 115.000 người Hán và còn lại là 8.754 người Âu tại Hồng Kông (bao gồm cả khu vực Cửu Long) vào năm 1870.
Năm 1894, đại dịch hạch đã lây lan từ Trung Quốc sang Hồng Kông, gây ra 50.000–100.000 ca tử vong. Năm 1898, theo các điều khoản của Hiệp định về Mở rộng chỉ giới Hồng Kông, nước Anh thu được quyền thuê đảo Lạn Đầu và các vùng đất lân cận ở phía bắc trong vòng 99 năm, các khu vực này được gọi chung với tên gọi "Tân Giới". Từ đó, lãnh thổ Hồng Kông không thay đổi.
Trong nửa đầu thế kỷ XX, Hồng Kông là một cảng tự do, có chức năng như một trung tâm xuất nhập khẩu (entrepôt) của Đế quốc Anh. Người Anh đã đưa đến Hồng Kông một hệ thống giáo dục dựa trên mô hình của họ, trong khi đó, những cư dân người Hán bản địa ít tiếp xúc với cộng đồng người Âu "đại ban" giàu sang định cư gần đỉnh Victoria. Đại học Hồng Kông được thành lập vào năm 1911 là tổ chức giáo dục đại học đầu tiên trên lãnh thổ. Sân bay Khải Đức đi vào hoạt động năm 1924. Cùng thời điểm, vùng thuộc địa này đã tránh được tình trạng suy thoái kinh tế kéo dài sau cuộc bãi công Canton–Hồng Kông 1925–1926.

### Thời kỳ Nhật Bản chiếm đóng

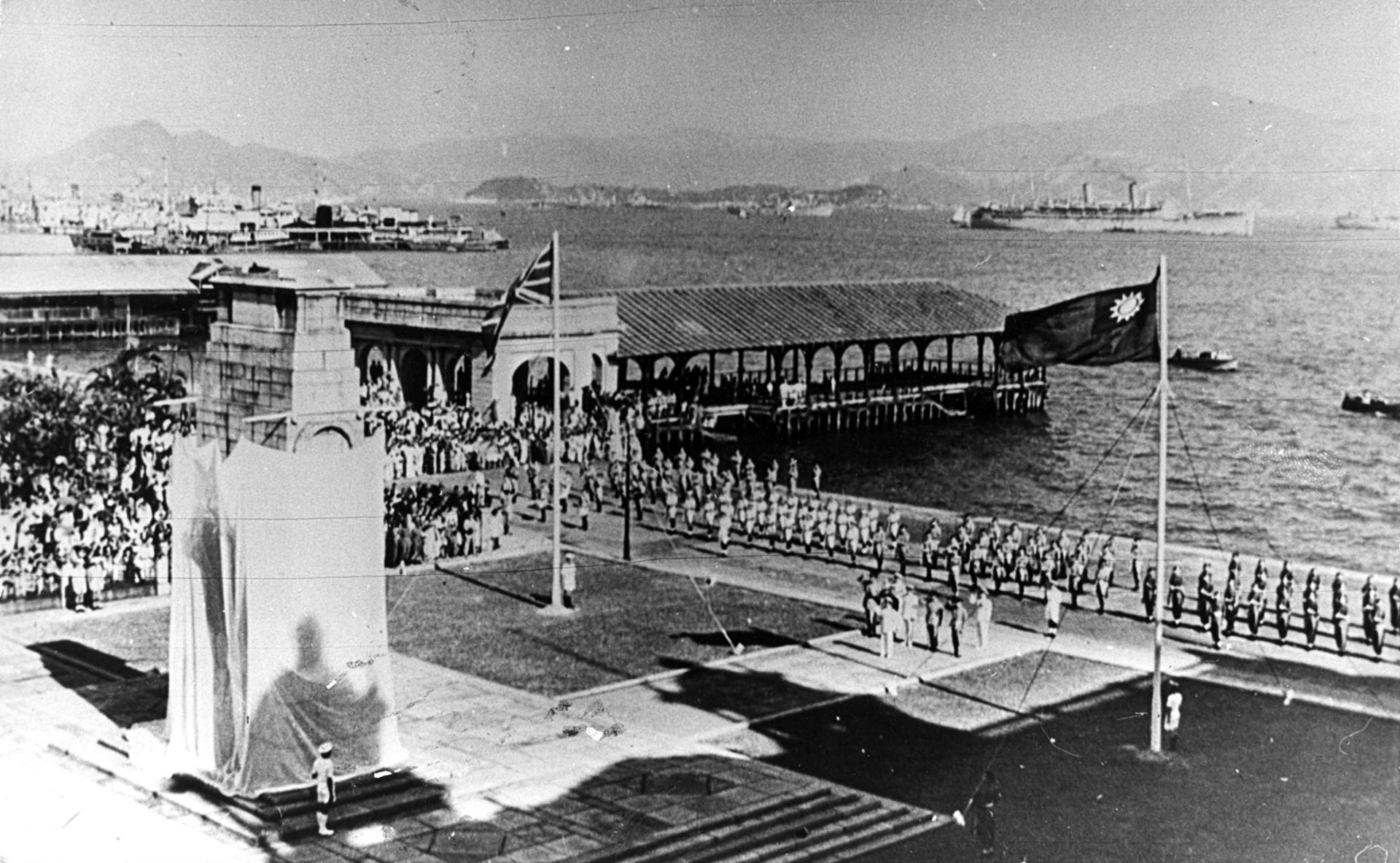
Quân Anh tiếp quản Hồng Kông tại đài tưởng niệm Cenotaph.

Chiến tranh Trung – Nhật bùng nổ vào năm 1937. Khi ấy, Thống đốc Geoffry Northcote đã tuyên bố Hồng Kông là một khu vực trung lập nhằm mục đích bảo vệ vị thế cảng tự do của Hồng Kông. Sau đó, chính quyền thuộc địa đã chuẩn bị cho một cuộc đổ bộ có thể xảy ra, đồng thời sơ tán tất cả phụ nữ và trẻ em người Anh vào năm 1940. Ngày 8 tháng 12 năm 1941, Đế quốc Nhật Bản chiếm đóng Hồng Kông như một phần của chiến dịch quân sự trong Chiến tranh thế giới lần thứ hai. Trận Hồng Kông kết thúc với việc các lực lượng bảo hộ Anh và Canada giao nộp quyền kiểm soát thuộc địa này cho Nhật Bản ngày 25 tháng 12. Trong thời kì Nhật Bản chiếm đóng Hồng Kông, người dân ở đây đã phải gánh chịu nạn thiếu lương thực do sự áp đặt khẩu phần gây ra và nạn siêu lạm phát do áp đặt tỷ giá của quân đội Nhật. Năm 1945, khi Vương quốc Liên hiệp Anh và Bắc Ireland tiếp tục kiểm soát thuộc địa này sau thất bại của Nhật Bản trong cuộc chiến, dân số Hồng Kông còn khoảng 600 nghìn so với 1,6 triệu người trước khi Nhật xâm chiếm.

### Thời kỳ Chiến tranh Lạnh

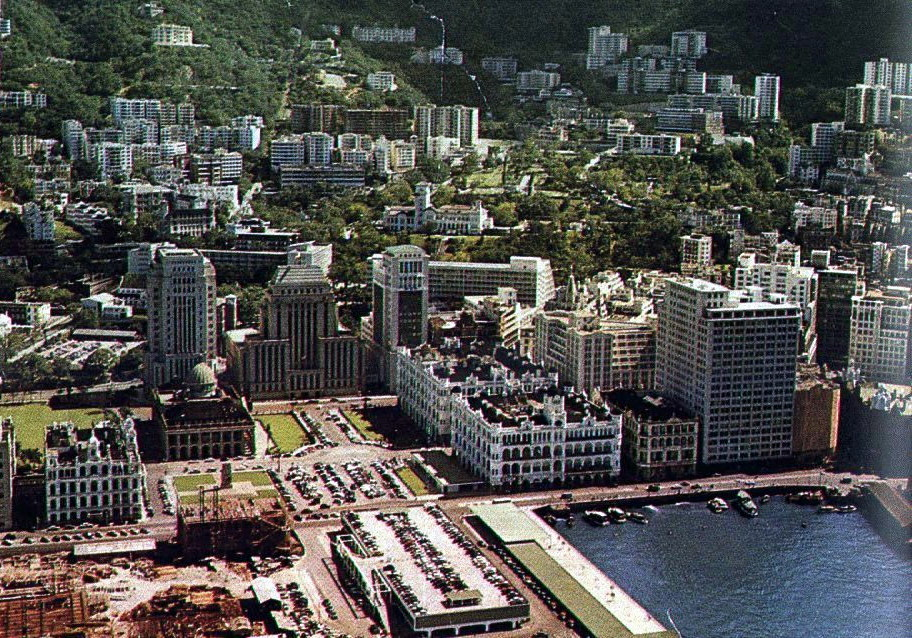
Sau Chiến tranh thế giới thứ hai, kinh tế Hồng Kông phát triển nhanh chóng, Trung Hoàn năm 1955

Dân số Hồng Kông phục hồi nhanh chóng sau chiến tranh, khi một làn sóng dân nhập cư từ đại lục đến để tị nạn khỏi cuộc Nội chiến Trung Quốc đang diễn ra. Với việc thành lập nước Cộng hòa Nhân dân Trung Hoa năm 1949, nhiều người nhập cư tìm đến Hồng Kông vì sợ sự ngược đãi của Đảng Cộng sản Trung Quốc. Nhiều công ty ở Thượng Hải và Quảng Châu cũng chuyển hoạt động đến Hồng Kông. Thuộc địa này đã trở thành nơi liên lạc duy nhất giữa Trung Quốc và thế giới phương Tây khi chính quyền mới ở Trung Quốc tăng cường cô lập đất nước khỏi ảnh hưởng từ bên ngoài. Thương mại với đại lục bị gián đoạn trong thời kỳ Chiến tranh Triều Tiên khi Liên Hợp Quốc đã ra lệnh cấm vận thương mại đối với Trung Quốc đại lục.
Ngành dệt và chế tạo đã phát triển với sự trợ giúp của sự tăng trưởng dân số và giá nhân công thấp. Khi Hồng Kông được công nghiệp hóa nhanh, nền kinh tế của Hồng Kông đã được thúc đẩy nhờ xuất khẩu ra thị trường quốc tế. Mức sống tăng ổn định cùng với sự tăng trưởng công nghiệp. Việc xây dựng thôn Thạch Giáp Vĩ năm 1953 đánh dấu sự bắt đầu của chương trình public housing estate (khu chung cư công cộng). Tình hình năm 1967 ở Hồng Kông trở nên hỗn loạn bởi các cuộc bạo loạn. Những người cánh tả thân cộng sản, lấy cảm hứng từ cuộc Cách mạng Văn hóa ở đại lục, đã biến một cuộc tranh chấp lao động thành một cuộc nổi dậy bạo động chống lại chính quyền thuộc địa kéo dài cho đến cuối năm.
Được thành lập vào ngày 15 tháng 2 năm 1974, Sở Liêm chính Hong Kong (ICAC) đã làm giảm mạnh mẽ nạn tham nhũng của chính quyền thuộc địa. Khi Cộng hòa Nhân dân Trung Hoa khởi xướng một công cuộc cải cách kinh tế năm 1978, Hồng Kông đã trở thành một nguồn đầu tư nước ngoài chủ yếu cho Đại lục. Một đặc khu kinh tế đã được thành lập năm sau ở Thâm Quyến, một thành phố nằm ở ngay phía Bắc của biên giới giữa đại lục và Hồng Kông. Nền kinh tế của Hồng Kông đã dần thay thế từ ngành dệt may và chế tạo bằng dịch vụ, khi các lĩnh vực tài chính và ngân hàng đã trở nên chiếm ưu thế ngày càng tăng. Sau khi Chiến tranh Việt Nam kết thúc vào tháng 4 năm 1975, chính quyền Hồng Kông của Anh Quốc đã trải qua 25 năm xử lý vấn đề hồi hương người tị nạn Việt Nam.
Khi thời hạn cho thuê Tân Giới chuẩn bị kết thúc trong hai thập kỉ, chính phủ hai nước Trung Quốc và Anh đã thảo luận vấn đề chủ quyền Hồng Kông vào thập niên 1980. Năm 1983, nước Anh tái xác định Hồng Kông từ một thuộc địa vương lĩnh thành một lãnh thổ phụ thuộc, chính phủ nước Anh và nước Anh đã sẵn sàng thảo luận về vấn đề chủ quyền Hồng Kông do thời hạn thuê Tân Giới sắp hết. Cuối năm 1984, hai nước đã ký Tuyên bố chung Trung-Anh, đồng ý chuyển chủ quyền Hồng Kông cho Cộng hòa Nhân dân Trung Hoa năm 1997. Tuyên bố này quy định rằng Hồng Kông sẽ được quản lý như một đặc khu hành chính, được giữ lại các luật lệ của mình và một mức độ tự trị cao trong 50 năm sau khi chuyển giao. Do thiếu tin tưởng vào thỏa thuận này, nhiều cư dân của Hồng Kông đã chọn và thực hiện việc đi di cư khỏi vùng lãnh thổ Hồng Kông (Anh Quốc) từ năm 1985, đặc biệt là sau sự kiện Thiên An Môn.
Luật Cơ bản Hồng Kông có vai trò như một văn bản hiến pháp sau cuộc bàn giao chủ quyền, đã được phê chuẩn năm 1990. Với sự phản đối mạnh mẽ từ Bắc Kinh, Thống đốc Chris Patten đã đưa ra các cải cách về quá trình tự bầu cử vào Hội đồng Lập pháp Hồng Kông nhằm tiếp tục dân chủ và tự do hóa xứ sở này.

### Sau lễ chuyển giao Hồng Kông

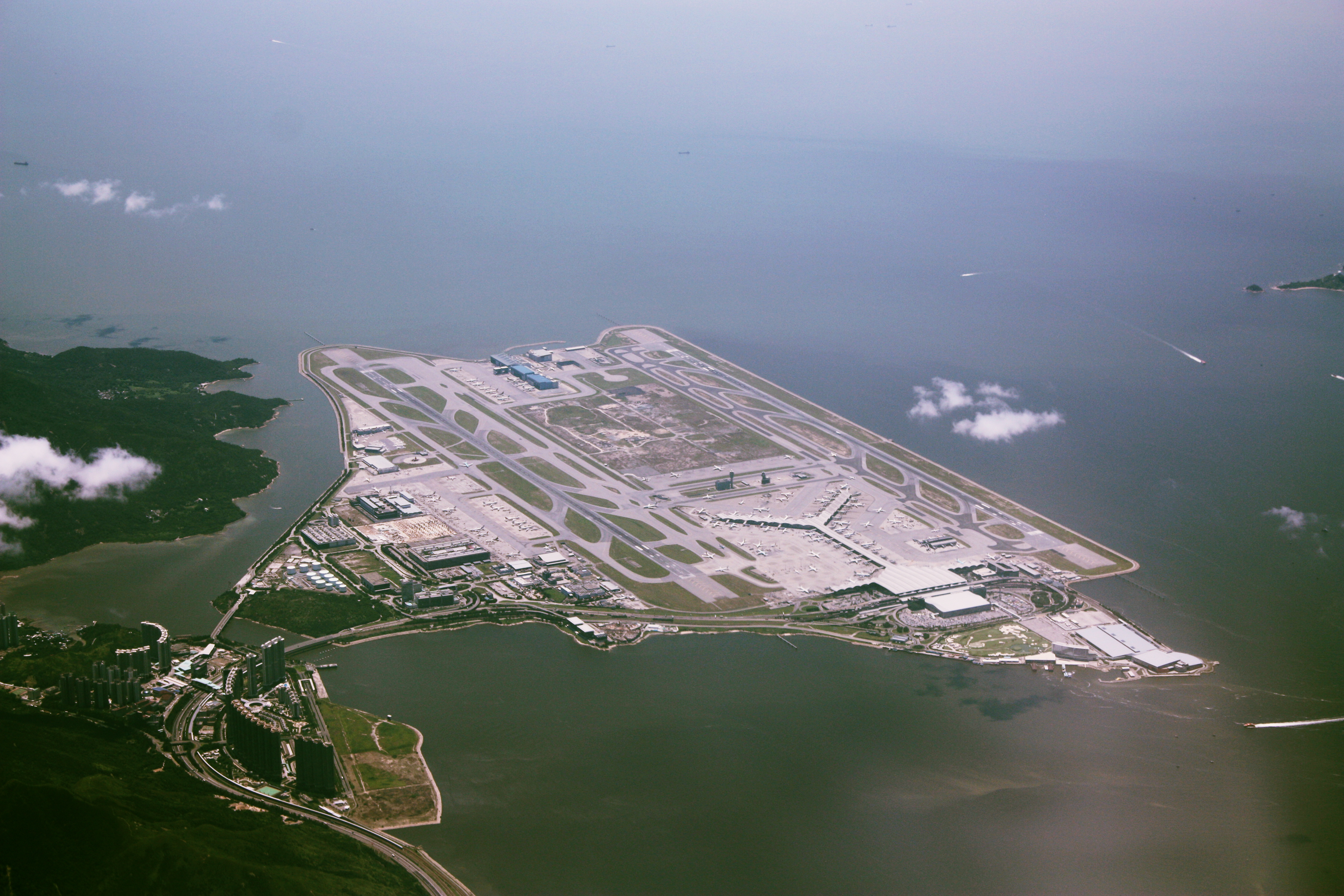
Sân bay quốc tế Hồng Kông nhìn từ trên cao.

Việc chuyển giao chủ quyền Hồng Kông đã được thực hiện vào giữa đêm ngày 1 tháng 7 năm 1997, đánh dấu bằng lễ chuyển giao tại Trung tâm Hội nghị và Triển lãm Hồng Kông. Trung Quốc đồng ý cai quản Hồng Kông theo nguyên tắc "một quốc gia, hai chế độ". Trong đó, thành phố sẽ hưởng "một mức độ tự trị cao, trừ các vấn đề về quốc phòng và ngoại giao" cho 50 năm sau. Đổng Kiến Hoa đã nhậm chức Đặc khu trưởng Hồng Kông đầu tiên. Khoảng 10% người dân Hồng Kông đã di dân sang nước khác trước khi Hồng Kông được trả lại cho Trung Quốc vì không muốn sống dưới quyền cai trị của Cộng hòa Nhân dân Trung Hoa.
Ngay sau khi chuyển giao, nền kinh tế Hồng Kông chịu ảnh hưởng nặng nề bởi một số cuộc khủng hoảng. Chính phủ đã buộc phải sử dụng đáng kể dự trữ ngoại hối để ổn định giá cả của đồng đô la Hồng Kông trong thời gian khủng hoảng tài chính châu Á năm 1997. Dịch cúm gia cầm do H5N1 gây ra cũng xuất hiện ở Hồng Kông vào năm đó. Việc thực hiện chương trình Airport Core Programme dẫn đến việc khai trương Sân bay quốc tế Hồng Kông mới năm 1998, sau sáu năm xây dựng. Dự án này là một phần của Chiến lược Phát triển Cảng và Sân bay đầy tham vọng được dự thảo trong thập niên 1980.
Năm 2003, một nửa triệu người tham gia vào cuộc tuần hành biểu thị phản đối chính quyền của Đổng Kiến Hoa và đề xuất thi hành Điều 23 Luật Cơ bản, mà trước đó đã nêu lên các lo ngại về sự vi phạm các quyền và sự tự do. Đề xuất này sau đó bị chính quyền Hồng Kông hủy bỏ. Năm 2005, Đổng Kiến Hoa đệ đơn từ chức Trưởng Đặc khu. Tăng Âm Quyền, Trưởng Ty Hành chính, đã được chọn làm Trưởng Đặc khu để hoàn thành hết nhiệm kì của Đổng. Năm 2012, Lương Chấn Anh kế nhiệm chức Trưởng Đặc khu. Cuộc thăm dò hàng năm của Đại học Hồng Kông vào cuối tháng 12 năm 2012 cho thấy hơn 70% những người được hỏi ý kiến nói rằng họ tự nhận là người Hồng Kông chứ không phải là người Trung Quốc và người đứng đầu cuộc thăm dò đã bị ông Hách Thiết Xuyên, đặc sứ cao cấp của Trung Quốc, công khai đả kích. Báo chí trích lời ông Hách nói rằng Hồng Kông không phải là một thực thể chính trị độc lập.
Quyết định của chính quyền trung ương thực hiện sàng lọc ứng cử viên trước khi cho phép cuộc bầu cử Đặc khu trưởng đã làm bùng nổ các cuộc biểu tình hàng loạt của các nhóm sinh viên Hồng Kông vào năm 2014, được gọi là Cách mạng Ô dù. Tuy nhiên sau một thời gian thì các vụ biểu tình lắng xuống do không nhận sự ủng hộ từ các tầng lớp khác trong xã hội. Ngày 1 tháng 7 năm 2017, kỷ niệm 20 năm ngày chuyển giao chủ quyền Hồng Kông, bất chấp mưa lớn và các biện pháp an ninh được thắt chặt, hàng chục nghìn người Hồng Kông đã xuống đường biểu tình đòi dân chủ, trong khi cũng có những nhóm tuần hành ủng hộ chính phủ Bắc Kinh trong ngày này. Cũng trong ngày này, Chủ tịch Trung Quốc Tập Cận Bình trong một sự kiện kỷ niệm đã lên sân khấu hát đồng ca bài ca ái quốc.
Vào tháng 6 năm 2019, các cuộc biểu tình lớn nổ ra để phản đối sửa đổi dự luật được đề xuất cho phép dẫn độ những kẻ chạy trốn sang Trung Quốc đại lục. Nếu được ban hành, dự luật sẽ cho phép chính quyền địa phương giam giữ và dẫn độ những người bị truy nã ở những vùng lãnh thổ mà Hồng Kông không có thỏa thuận dẫn độ, kể cả Trung Quốc đại lục và Đài Loan. Nhiều người lo ngại dự luật sẽ đặt người Hồng Kông và du khách tới Hồng Kông vào phạm vi tài phán của Trung Quốc đại lục do Đảng Cộng sản Trung Quốc kiểm soát, làm suy yếu nguyên tắc "một quốc gia, hai chế độ" và điều đó sẽ làm ảnh hưởng tới quyền lợi của họ. Các cuộc biểu tình đã tiếp tục diễn ra vào tháng 9, trở thành phong trào phản kháng quy mô lớn nhất trong lịch sử Trung Quốc, với một số cuộc tuần hành trên đường phố được biết là đã thu hút gần 2 triệu người dân Hồng Kông.

## Địa lý
.

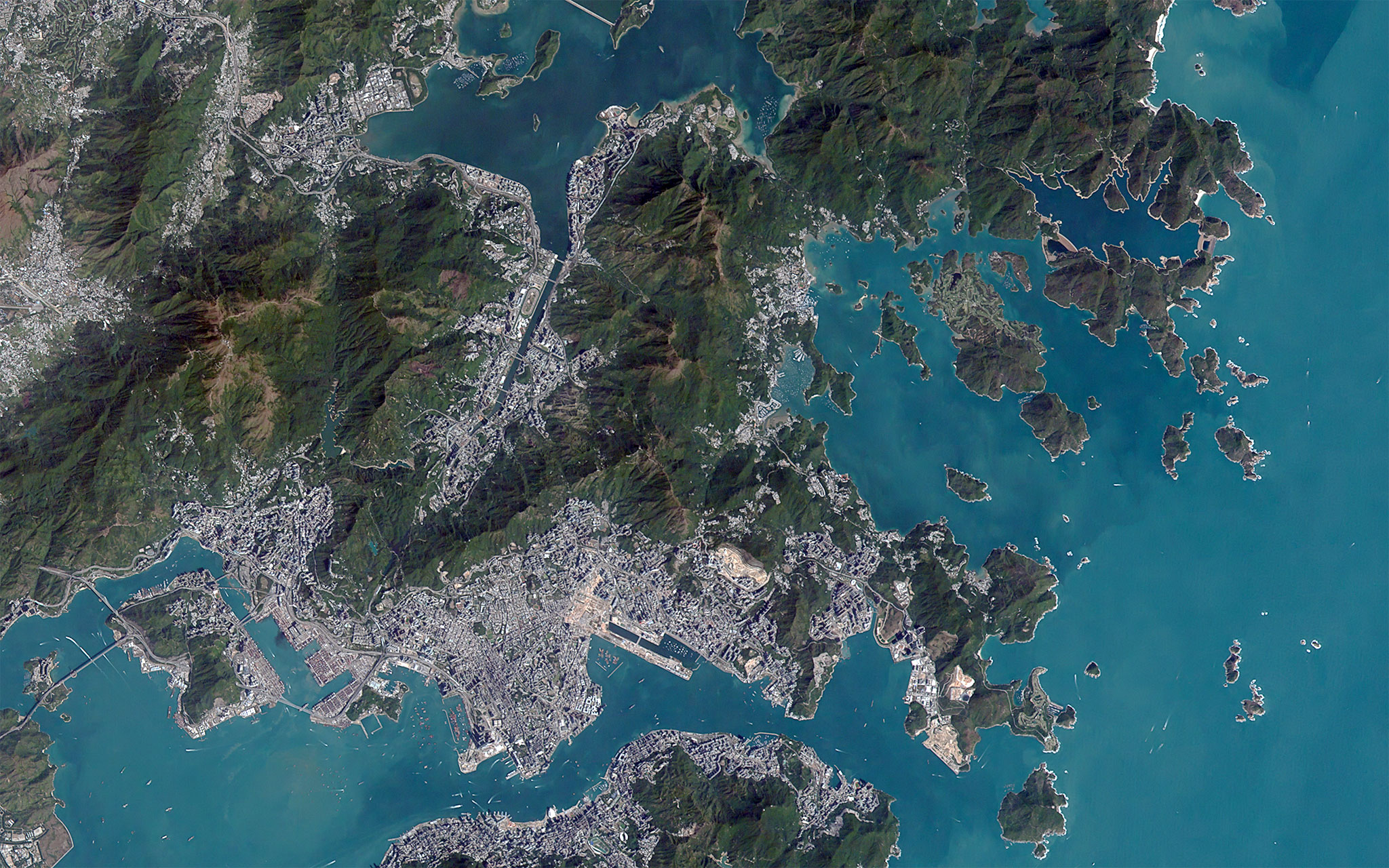
Các khu vực phát triển đô thị và thảm thực vật có thể được nhìn thấy trong tấm ảnh vệ tinh này.

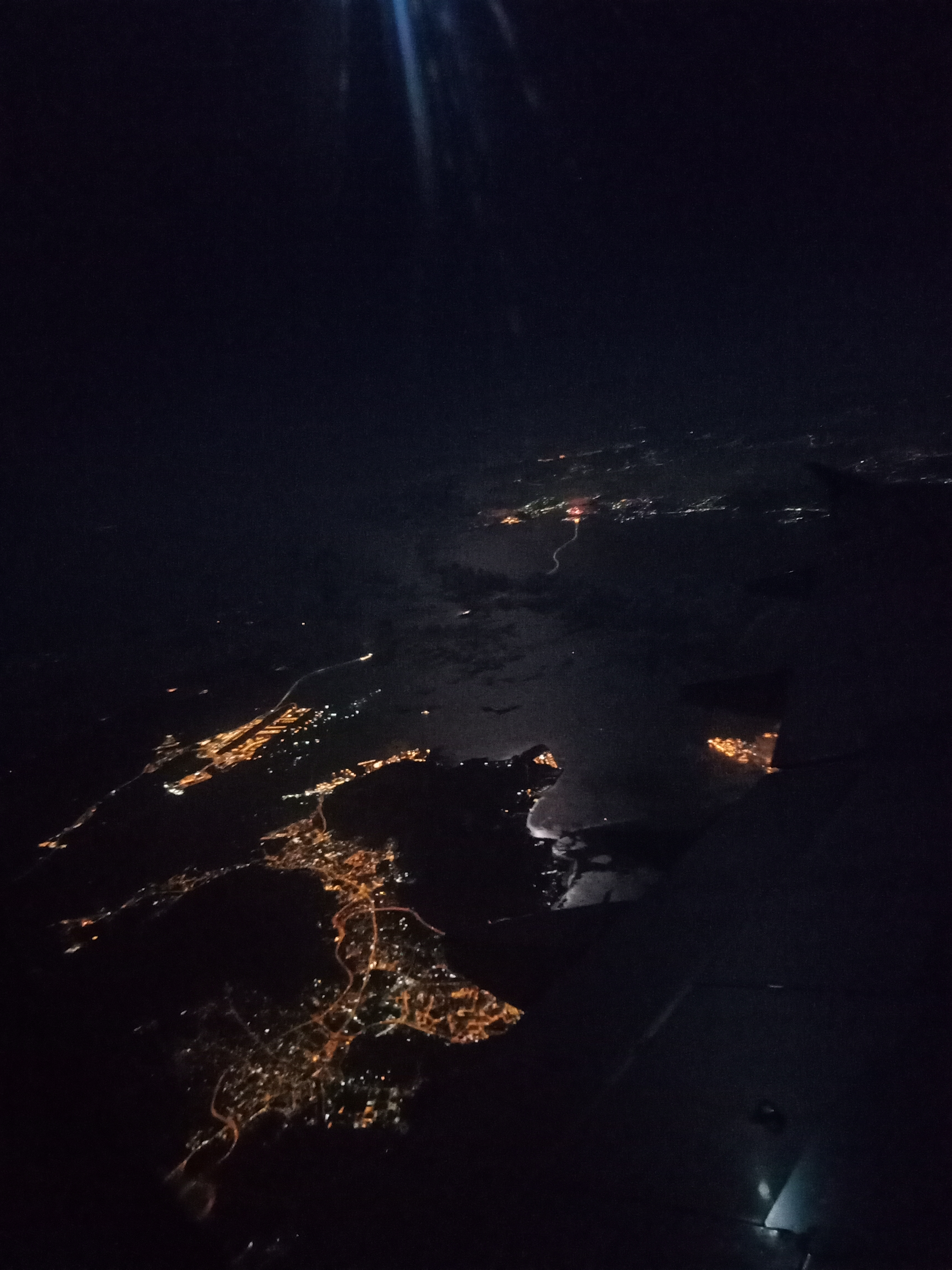
Hong Kong nhìn từ trên máy bay, phía xa là Cầu Hồng Kông – Chu Hải – Ma Cao, cầu vượt biển dài nhất thế giới

Hồng Kông cách Ma Cao 60 km (37 mi) về phía tây, về phía đối diện của đồng bằng châu thổ Châu Giang. Lãnh thổ được bao quanh bởi Biển Đông, ngoại trừ khu vực phía Bắc giáp với thành phố đặc khu Thâm Quyến thuộc tỉnh Quảng Đông dọc theo sông Thâm Quyến. Đỉnh cao nhất của lãnh thổ này là Đại Mạo Sơn, với độ cao 957 mét (3.140 ft) trên mực nước biển. Các vùng đất thấp nằm ở phần Tây Bắc của Tân Giới. Nơi sâu nhất của Hồng Kông thuộc về eo biển Loa Châu Môn với độ sâu 66 mét (217 ft) mét dưới mục nước biển. Các khu phát triển đô thị tập trung ở bán đảo Cửu Long, đảo Hồng Kông, và ở các tân thị trấn trên khắp vùng Tân Giới. Phần lớn trong số này này được kiến thiết trên những vùng đất lấn biển; 70 km2 (27 dặm vuông Anh)  (sáu phần trăm tổng diện tích đất hay khoảng 25% không gian phát triển trên lãnh thổ) được bồi lấp trên biển.
Diện tích của Hồng Kông là 2.755 km2 (1.064 dặm vuông Anh), chủ yếu bao gồm đảo Hồng Kông, Đại Tự Sơn, bán đảo Cửu Long và Tân Giới. Trong số đó, diện tích đất là 1.073 km2 (414 dặm vuông Anh) và 35 km2 (14 dặm vuông Anh) là nước. Tổng cộng, Hồng Kông bao gồm một tập hợp 263 hòn đảo ở Biển Đông, trong đó Đại Tự Sơn là đảo lớn nhất. Đảo Hồng Kông là đảo lớn thứ hai và đông dân nhất. Áp Lợi Châu là một trong các đảo có mật độ dân số cao nhất thế giới.
Tên gọi "Hồng Kông" (xuất phát từ "Hương Cảng", tiếng Quảng Đông đọc là Huéng Coỏng, có nghĩa là "cảng thơm", lấy từ khu vực ngày nay là Aberdeen nằm trên đảo Hồng Kông, nơi các sản phẩm từ gỗ hương và hương một thời được buôn bán. Vùng nước hẹp tách đảo Hồng Kông và bán đảo Cửu Long là bến cảng Victoria, một trong những hải cảng tự nhiên sâu nhất thế giới.
Dù Hồng Kông đã đô thị hóa cao, lãnh thổ này cũng đã có những nỗ lực tăng cường môi trường cây xanh. Phần lớn lãnh thổ vẫn giữ không phát triển do các khu vực này phần lớn là đồi núi với các sườn dốc. Trong 1104 km² của lãnh thổ, chỉ ít hơn 25% là phát triển. Phần diện tích đất còn lại chủ yếu là không gian cây xanh với khoảng 40% đất được dành cho công viên thôn quê và các khu dự trữ thiên nhiên. Phần lớn sự phát triển đô thị của lãnh thổ hiện hữu ở bán đảo Cửu Long, dọc theo các bờ biển phía bắc của đảo Hồng Kông và ở khu định cư rải rác khắp Tân Giới.
Bờ biển dài và không thẳng của Hồng Kông đã tạo cho lãnh thổ này nhiều vịnh, sông và bãi biển. Dù lãnh thổ này có mật độ cây xanh cao và nằm ven biển, ý thức môi trường vẫn tăng lên khi bầu không khí của Hồng Kông được xếp vào hàng một trong những nơi ô nhiễm nhất. Khoảng 80% khói của thành phố xuất phát từ các vùng khác của đồng bằng sông Châu Giang.

### Khí hậu

Hồng Kông có vĩ độ gần giống với Hà Nội và Honolulu.

Khí hậu Hồng Kông thuộc kiểu cận nhiệt đới và chịu ảnh hưởng của gió mùa. Vào mùa đông khí hậu lạnh hơn và khô từ tháng 12 đến đầu tháng 3 dương lịch và nóng, ẩm và mưa vào mùa xuân đến mùa hè. Vào mùa thu trời nắng và khô. Hồng Kông thường có khí xoáy tụ nhiệt đới vào mùa hè và mùa thu. Hệ sinh thái của Hồng Kông chịu ảnh hưởng của sự thay đổi khí hậu này. Khí hậu của Hồng Kông theo mùa là do các hướng gió thay đổi giữa mùa đông và mùa hè. Về mặt địa chất, Hồng Kông đã ổn định hàng triệu năm nay, dù các vụ lở đất vẫn thường xảy ra, đặc biệt là sau các cơn mưa dông lớn. Hệ động thực vật ở Hồng Kông thay đổi theo sự thay đổi của khí hậu, mực nước biển và ảnh hưởng của con người.
Nhiệt độ cao nhất ghi nhận được ở Hồng Kông là 38°C (98,0°F), còn nhiệt độ thấp nhất ghi nhận được là -4 °C (25,0 °F). Nhiệt độ trung bình trong tháng lạnh nhất (tháng 1) là 16,1 °C (61,0 °F) còn nhiệt độ trung bình trong tháng nóng nhất (tháng 7) là 28,7 °C (83.7 °F).
Lãnh thổ tọa lạc về phía Nam của hạ chí tuyến tương đương với vĩ độ của Hawaii. Về mùa Đông, các cơn gió mạnh và lạnh thổi từ phía Bắc làm thành phố trở nên lạnh; về mùa hè, hướng gió thay đổi mang theo không khí ẩm và ấm từ phía Tây Nam. Khí hậu lúc này phù hợp với rừng mưa nhiệt đới.
| Dữ liệu khí hậu của Hồng Kông (Đài thiên văn Hồng Kông), bình thường 1991–2020, extremes 1884–1939 và 1947–nay | Dữ liệu khí hậu của Hồng Kông (Đài thiên văn Hồng Kông), bình thường 1991–2020, extremes 1884–1939 và 1947–nay | Dữ liệu khí hậu của Hồng Kông (Đài thiên văn Hồng Kông), bình thường 1991–2020, extremes 1884–1939 và 1947–nay | Dữ liệu khí hậu của Hồng Kông (Đài thiên văn Hồng Kông), bình thường 1991–2020, extremes 1884–1939 và 1947–nay | Dữ liệu khí hậu của Hồng Kông (Đài thiên văn Hồng Kông), bình thường 1991–2020, extremes 1884–1939 và 1947–nay | Dữ liệu khí hậu của Hồng Kông (Đài thiên văn Hồng Kông), bình thường 1991–2020, extremes 1884–1939 và 1947–nay | Dữ liệu khí hậu của Hồng Kông (Đài thiên văn Hồng Kông), bình thường 1991–2020, extremes 1884–1939 và 1947–nay | Dữ liệu khí hậu của Hồng Kông (Đài thiên văn Hồng Kông), bình thường 1991–2020, extremes 1884–1939 và 1947–nay | Dữ liệu khí hậu của Hồng Kông (Đài thiên văn Hồng Kông), bình thường 1991–2020, extremes 1884–1939 và 1947–nay | Dữ liệu khí hậu của Hồng Kông (Đài thiên văn Hồng Kông), bình thường 1991–2020, extremes 1884–1939 và 1947–nay | Dữ liệu khí hậu của Hồng Kông (Đài thiên văn Hồng Kông), bình thường 1991–2020, extremes 1884–1939 và 1947–nay | Dữ liệu khí hậu của Hồng Kông (Đài thiên văn Hồng Kông), bình thường 1991–2020, extremes 1884–1939 và 1947–nay | Dữ liệu khí hậu của Hồng Kông (Đài thiên văn Hồng Kông), bình thường 1991–2020, extremes 1884–1939 và 1947–nay | Dữ liệu khí hậu của Hồng Kông (Đài thiên văn Hồng Kông), bình thường 1991–2020, extremes 1884–1939 và 1947–nay |
| Tháng | 1 | 2 | 3 | 4 | 5 | 6 | 7 | 8 | 9 | 10 | 11 | 12 | Năm |
| --- | --- | --- | --- | --- | --- | --- | --- | --- | --- | --- | --- | --- | --- |
| Cao kỉ lục °C (°F)                                                                                             | 26.9 (80.4) | 28.3 (82.9) | 30.1 (86.2) | 33.4 (92.1) | 36.1 (97.0) | 35.6 (96.1) | 35.7 (96.3) | 36.6 (97.9) | 35.2 (95.4) | 34.3 (93.7) | 31.8 (89.2) | 28.7 (83.7) | 36.6 (97.9) |
| Trung bình tối đa °C (°F)                                                                                      | 24.0 (75.2) | 25.1 (77.2) | 27.5 (81.5) | 30.2 (86.4) | 32.3 (90.1) | 33.6 (92.5) | 34.1 (93.4) | 34.2 (93.6) | 33.4 (92.1) | 31.3 (88.3) | 28.4 (83.1) | 25.1 (77.2) | 34.7 (94.5) |
| Trung bình ngày tối đa °C (°F)                                                                                 | 18.7 (65.7) | 19.4 (66.9) | 21.9 (71.4) | 25.6 (78.1) | 28.8 (83.8) | 30.7 (87.3) | 31.6 (88.9) | 31.3 (88.3) | 30.5 (86.9) | 28.1 (82.6) | 24.5 (76.1) | 20.4 (68.7) | 26.0 (78.8) |
| Trung bình ngày °C (°F)                                                                                        | 16.5 (61.7) | 17.1 (62.8) | 19.5 (67.1) | 23.0 (73.4) | 26.3 (79.3) | 28.3 (82.9) | 28.9 (84.0) | 28.7 (83.7) | 27.9 (82.2) | 25.7 (78.3) | 22.2 (72.0) | 18.2 (64.8) | 23.5 (74.3) |
| Tối thiểu trung bình ngày °C (°F)                                                                              | 14.6 (58.3) | 15.3 (59.5) | 17.6 (63.7) | 21.1 (70.0) | 24.5 (76.1) | 26.5 (79.7) | 26.9 (80.4) | 26.7 (80.1) | 26.1 (79.0) | 23.9 (75.0) | 20.3 (68.5) | 16.2 (61.2) | 21.6 (70.9) |
| Trung bình tối thiểu °C (°F)                                                                                   | 9.1 (48.4) | 10.2 (50.4) | 12.2 (54.0) | 16.3 (61.3) | 20.7 (69.3) | 23.6 (74.5) | 24.2 (75.6) | 24.3 (75.7) | 23.5 (74.3) | 20.1 (68.2) | 15.3 (59.5) | 10.1 (50.2) | 7.8 (46.0) |
| Thấp kỉ lục °C (°F)                                                                                            | 0.0 (32.0) | 2.4 (36.3) | 4.8 (40.6) | 9.9 (49.8) | 15.4 (59.7) | 19.2 (66.6) | 21.7 (71.1) | 21.6 (70.9) | 18.4 (65.1) | 13.5 (56.3) | 6.5 (43.7) | 4.3 (39.7) | 0.0 (32.0) |
| Lượng mưa trung bình mm (inches)                                                                               | 33.2 (1.31) | 38.9 (1.53) | 75.3 (2.96) | 153.0 (6.02)                                                                                                   | 290.6 (11.44)                                                                                                  | 491.5 (19.35)                                                                                                  | 385.8 (15.19)                                                                                                  | 453.2 (17.84)                                                                                                  | 321.4 (12.65)                                                                                                  | 120.3 (4.74)                                                                                                   | 39.3 (1.55) | 28.8 (1.13) | 2.431,2 (95.72)                                                                                                |
| Số ngày mưa trung bình (≥ 0.1 mm)                                                                              | 5.70 | 7.97 | 10.50 | 11.37 | 15.37 | 19.33 | 18.43 | 17.50 | 14.90 | 7.83 | 5.70 | 5.30 | 139.90 |
| Độ ẩm tương đối trung bình (%)                                                                                 | 74 | 79 | 82 | 83 | 83 | 82 | 81 | 81 | 78 | 73 | 72 | 70 | 78 |
| Số giờ nắng trung bình tháng                                                                                   | 145.8 | 101.7 | 100.0 | 113.2 | 138.8 | 144.3 | 197.3 | 182.1 | 174.4 | 197.8 | 172.3 | 161.6 | 1.829,3 |
| Phần trăm nắng có thể                                                                                          | 43 | 32 | 27 | 30 | 34 | 36 | 48 | 46 | 47 | 55 | 52 | 48 | 41 |
| Nguồn: Đài thiên văn Hồng Kông                                                                                 | | | | | | | | | | | | | |

## Chính trị

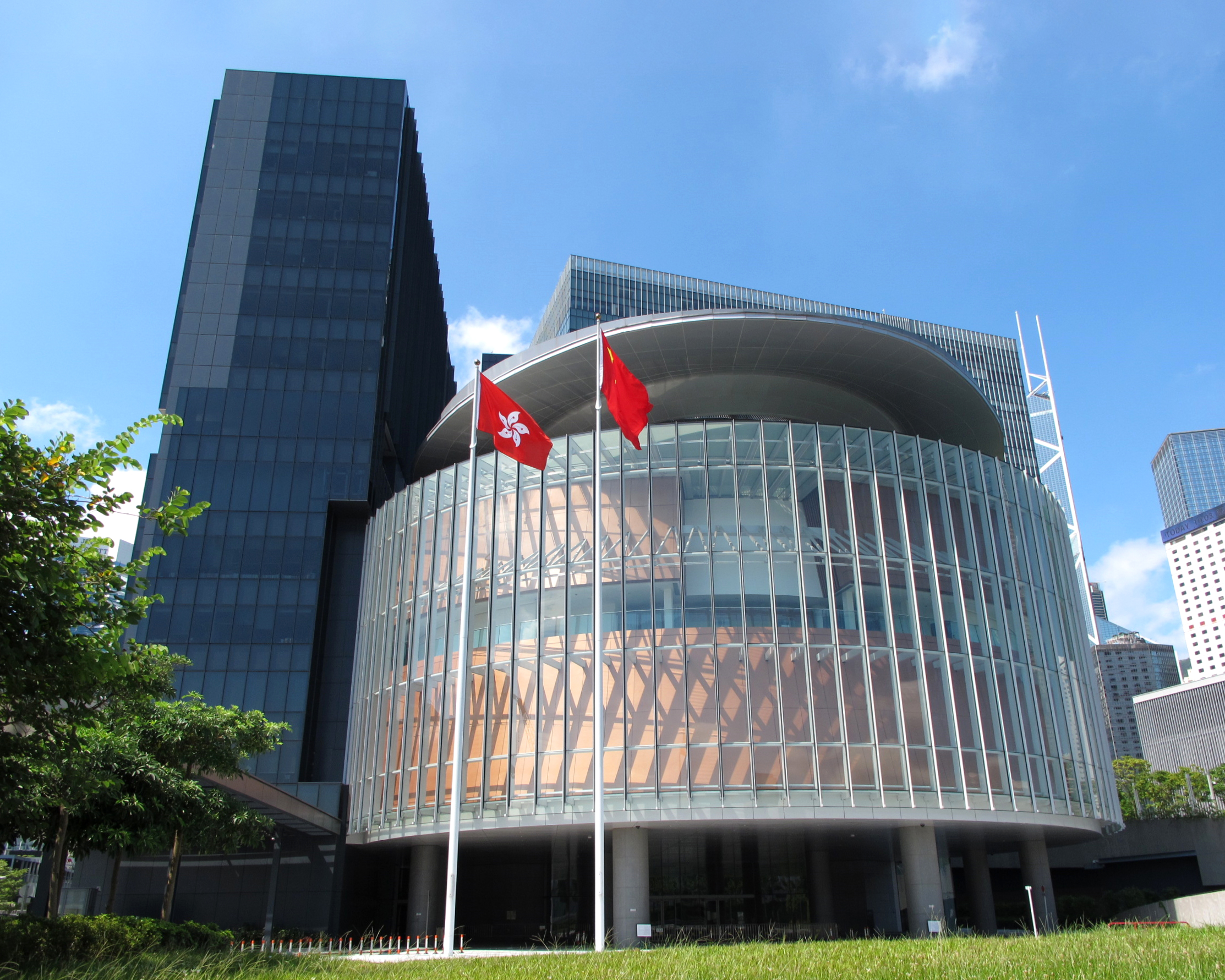
Tổ hợp Hội đồng Lập pháp

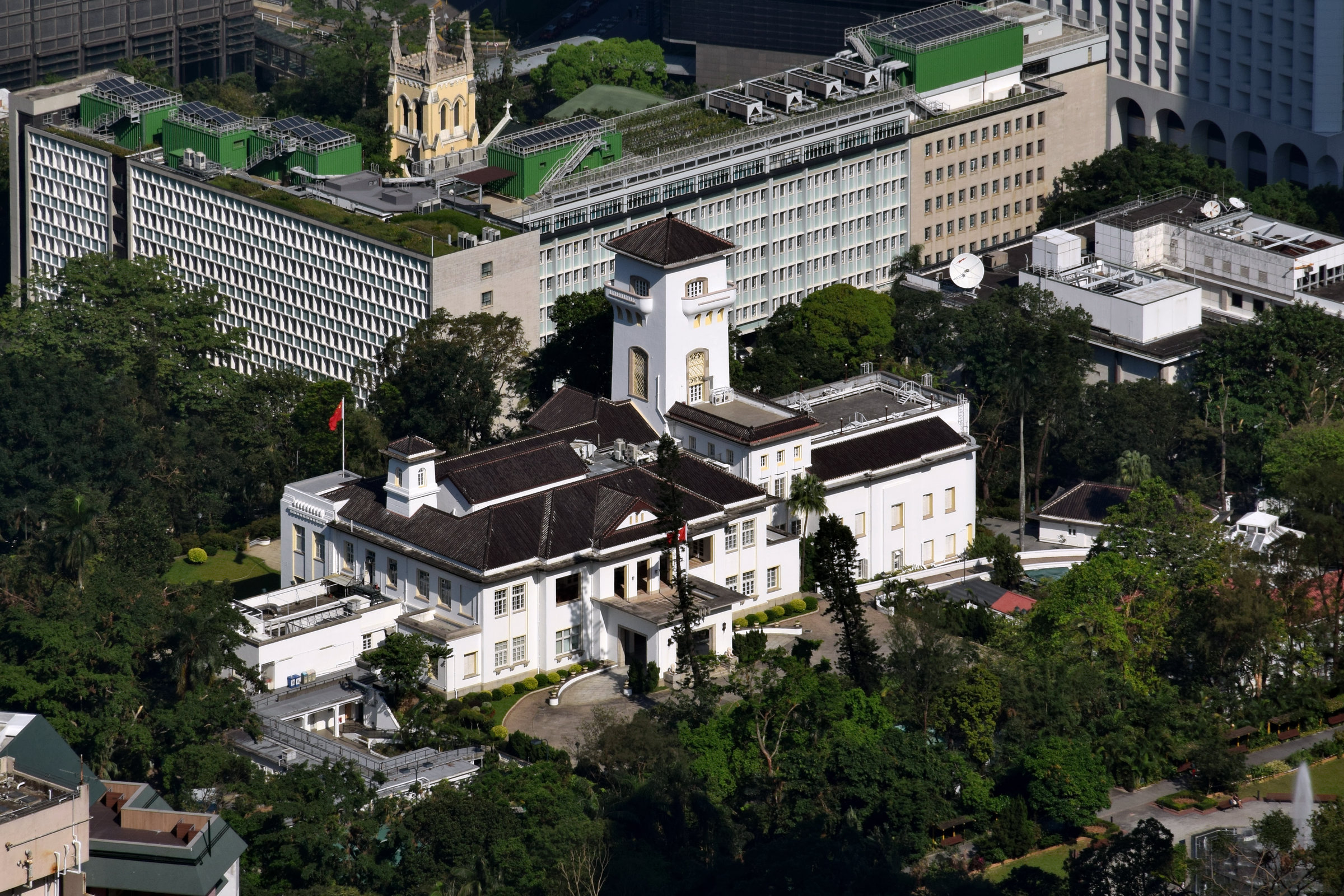
Tòa nhà Chính phủ tại Trung Hoàn là nơi ở chính thức của Đặc khu trưởng Hồng Kông

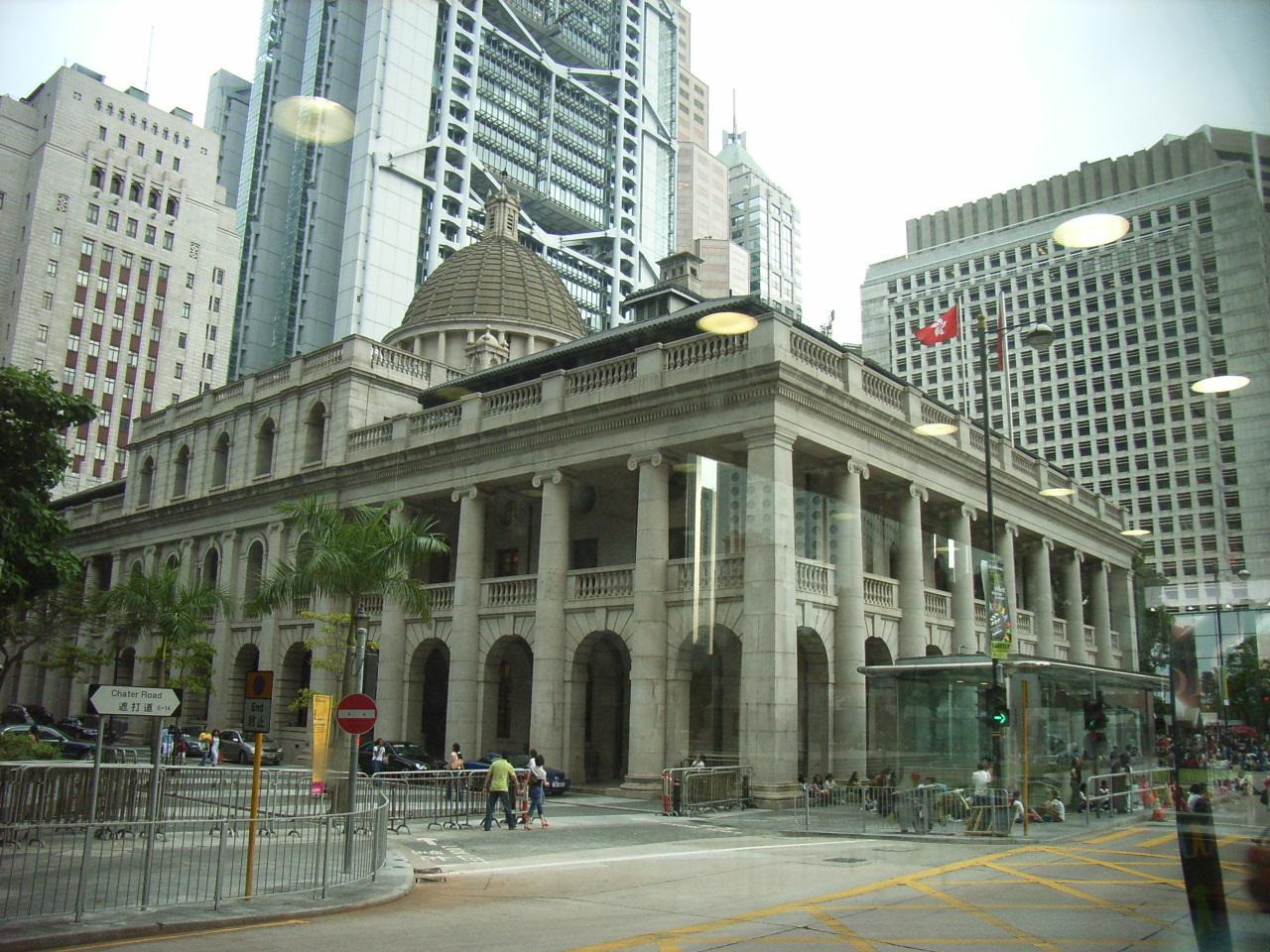
Tòa án phúc thẩm cuối cùng, hoàn thành năm 1912, từng được sử dụng làm tòa nhà của Hội đồng lập pháp từ năm 1985 đến 2011

Theo Luật Cơ bản và các văn bản luật pháp khác của Hồng Kông, chính quyền địa phương Hồng Kông nắm giữ chủ quyền lãnh thổ ngoại trừ lĩnh vực quốc phòng và ngoại giao. Chỉ có Trưởng Đặc khu, người đứng đầu lãnh thổ và là người đứng đầu nhánh hành pháp là được bầu chọn bởi Ủy ban Bầu cử Trưởng Đặc khu bao gồm 800 thành viên, tất cả các thành viên trong Ủy ban này đều do chính quyền Đại lục bổ nhiệm. Các viên chức khác của chính quyền, bao gồm các thành viên của các cơ quan hành pháp và lập pháp đều hoặc là được Trưởng Đặc khu bổ nhiệm (trực tiếp hay ủy nhiệm) hoặc được cử tri bầu ra. Trên lý thuyết, việc quy định này đảm bảo Hồng Kông được quản lý hầu như độc lập khỏi Cộng hòa Nhân dân Trung Hoa và có thể gìn giữ được hạ tầng cơ sở kinh tế, pháp luật, văn hóa độc nhất của mình. Tuy nhiên trên thực tế, một số ý kiến đã tố cáo Bắc Kinh can thiệp vào công việc nội bộ của Hồng Kông quá mức quy định của Luật Cơ bản.
Các luật của Hồng Kông chỉ có hiệu lực khi được Trưởng Đặc khu Hành chính phê chuẩn và sự đồng thuận đa số của 60 đại biểu của Hội đồng Lập pháp Hồng Kông, hay LegCo. Chỉ có một nửa số ghế của Hội đồng lập pháp được người dân Hồng Kông bầu trực tiếp thông qua phổ thông đầu phiếu trong khi nửa còn lại được bầu chọn thông qua công năng giới biệt (tiếng Anh: functional constituencies) bao gồm các nghiệp đoàn và các nhóm lợi ích đặc biệt có liên hệ mật thiết với chính quyền Bắc Kinh. Luật Cơ bản Hồng Kông hứa hẹn rằng tất cả các ghế trong Hội đồng lập pháp cuối cùng sẽ được bầu thông qua phổ thông đầu phiếu, tuy vậy cho đến nay điều này vẫn chưa được thực hiện.
Tăng Âm Quyền giữ chức Trưởng Đặc khu sau khi ông được bầu ngày 16 tháng 6 năm 2005 bởi một ủy ban bầu cử được bổ nhiệm bởi chính quyền Bắc Kinh. Trước cuộc chuyển giao năm 1997, Tăng Âm Quyền đã giữ chức Trưởng Ty Hành chính dưới thời người Anh quản lý. Ông đã nhậm chức ngày 24 tháng 6 và theo kế hoạch sẽ kết thúc phần còn lại của nhiệm kì cuối của Đổng Kiến Hoa kết thúc vào ngày 30 tháng 6 năm 2007 phù hợp với Phụ lục I và Điều 46 ban hành bởi Ủy ban Thường vụ Hội nghị Hiệp thương Nhân dân Trung Hoa.
Việc Hội đồng Bầu cử gồm 852 thành viên bầu chọn một Trưởng Đặc khu mới diễn ra vào ngày 10 tháng 7 năm 2005. Ngày 16 tháng 6 năm 2005, Tăng Âm Quyền được tuyên bố là người giành chiến thắng vì ông là ứng cử viên duy nhất đảm bảo nhận được 100 phiếu của Hội đồng Bầu cử. Đổng Kiến Hoa, Trưởng Đặc khu đầu tiên nhậm chức ngày 1 tháng 7 năm 1997 sau một cuộc bầu cử bởi Hội đồng Bầu cử 400 thành viên. Đối với nhiệm kì thứ hai kéo dài 5 năm bắt đầu từ tháng 6 năm 2002, Đổng là ứng cử viên duy nhất được giới thiệu do đó là người đắc cử. Lý Gia Siêu là đặc khu trưởng hiện nay, được bầu lên vào năm 2022.
Cộng hòa Nhân dân Trung Hoa từng lập nên Hội đồng Lập pháp Lâm thời (PLC) tại Thâm Quyến năm 1996 ngay trước ngày chuyển giao, khi Hội đồng này chuyển về Hồng Kông và tổ chức phiên họp sau đó. Hội đồng này đã xem xét lại một số luật được Hội đồng Lập pháp thông qua bằng phổ thông đầu phiếu từ năm 1995. PLC đã thông qua một số luật mới như Pháp lệnh Trật tự công cộng, yêu cầu sự cho phép của cảnh sát khi tổ chức một cuộc biểu tình có số người tham gia vượt quá 30 người. Bầu cử Hội đồng Lập pháp được tổ chức vào ngày 24 tháng 5 năm 1998, ngày 10 tháng 9 năm 2000 và tiếp theo là ngày 12 tháng 9 năm 2004, với cuộc bầu cử tiếp theo diễn ra vào năm 2008. Theo Luật Cơ bản, "hiến pháp-mini" của Hồng kông, nhiệm kì thứ ba hiện tại của Hội đồng Lập pháp có 25 ghế được bầu cử theo đơn vị bầu cử địa phương (geographical constituencies) và 30 ghế từ công năng giới biệt. Các cuộc bầu cử Hội đồng Lập pháp năm 1998, 2000 và 2004 đã diễn ra tự do, mở và tranh luận rộng rãi dù có một số bất mãn của một số nhà chính trị chủ yếu là 'ủng hộ dân chủ'. Họ tranh luận rằng các cuộc bầu cử công năng giới biệt năm 1998 và 2000 là không dân chủ vì họ cho rằng khu vực cử tri cho những ghế này là quá hẹp. Đảng Cộng sản không có một sự hiện diện chính trị chính thức tại Hồng Kông và các thành viên của Đảng không đứng ra ứng cử trong các cuộc bầu cử địa phương.

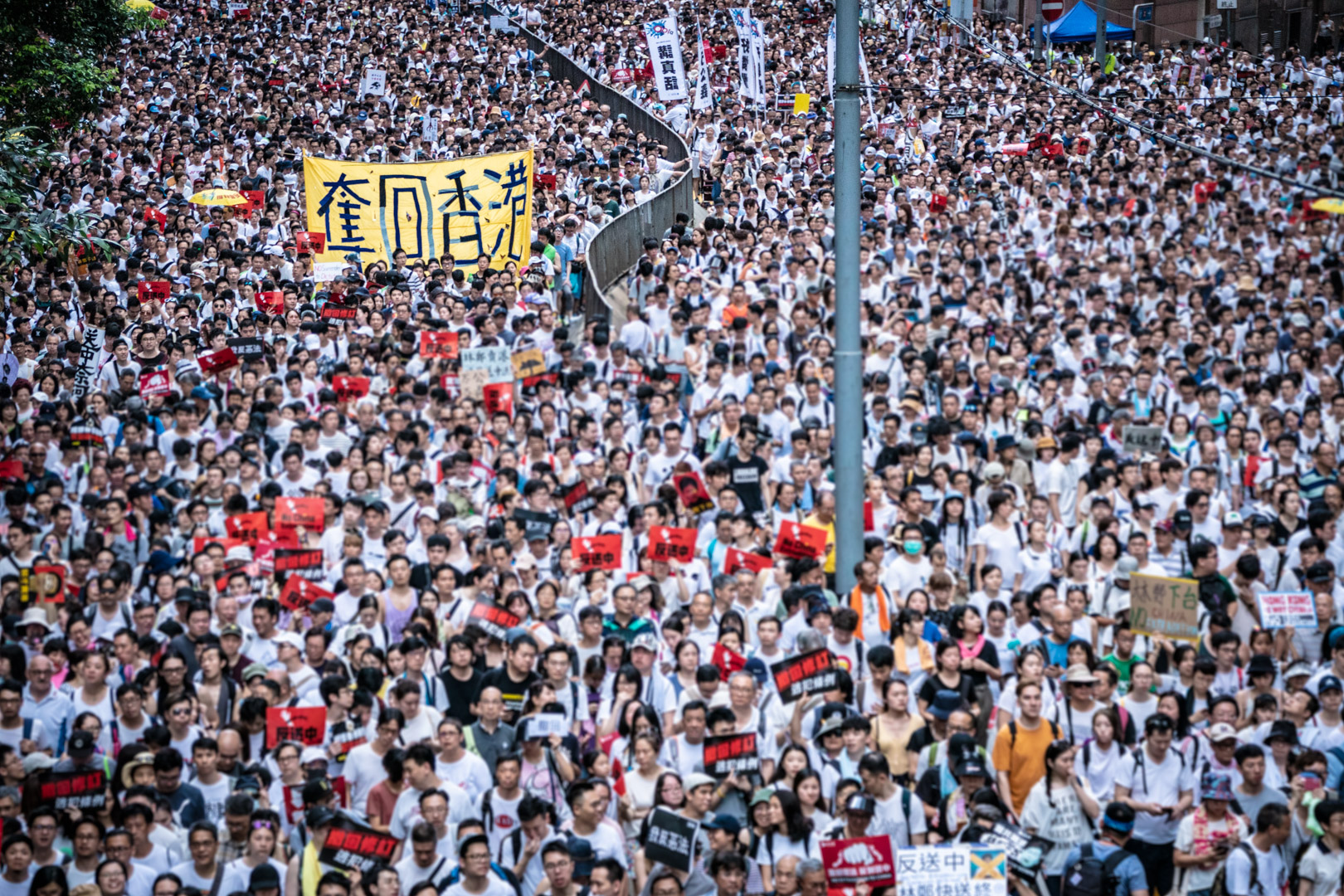
Biểu tình chống dự luật dẫn độ năm 2019

Ngành dân chính của Hồng Kông vẫn mong duy trì chất lượng và tính trung lập như truyền thống trong thời thuộc địa, hoạt động mà không có chỉ đạo rõ rệt từ Bắc Kinh. Nhiều hoạt động của chính quyền và hành chính thực hiện ở khu vực trung tâm của Đảo Hồng Kông gần địa điểm lịch sử của Thành phố Victoria, khu vực của những khu định cư Anh đầu tiên. Công dân Trung Quốc thường trú tại Trung Quốc đại lục không có quyền cư trú tại Hồng Kông, và phải chịu sự kiểm soát nhập cư. Tài chính công được chính phủ Hồng Kông xử lý một cách độc lập, và các loại thuế thu tại Hồng Kông không đóng góp cho ngân sách của Trung ương.
Đã có những cuộc biểu tình của người dân Hồng Kông chống lại những sự can thiệp sâu rộng của Trung Quốc vào chính trị Hồng Kông như phong trào Chiếm lĩnh Trung Hoàn, Biểu tình tại Hồng Kông năm 2014 và Biểu tình chống dự luật dẫn độ năm 2019.

### Phân cấp hành chính
Lãnh thổ được chia thành 18 quận, mỗi quận do một Hội đồng quận đại diện. Những cơ quan này tư vấn cho chính phủ về các vấn đề địa phương như cung cấp cơ sở công cộng, duy trì chương trình cộng đồng, quảng bá văn hóa và chính sách môi trường. Có tổng số 479 ghế hội đồng quận, trong đó 452 ghế được người dân bầu trực tiếp. 27 ghế còn lại được phân cho các Chủ tịch Ủy ban nông thôn – đại diện cho các làng và thị trấn trên các li đảo.
| Tân Giới |                |         |
| 1 | Li Đảo         | 170 900 |
| 2 | Quỳ Thanh      | 507 000 |
| 3 | Quận Bắc       | 314 800 |
| 4 | Tây Cống       | 469 200 |
| 5 | Sa Điền        | 681 100 |
| 6 | Đại Bộ         | 307 700 |
| 7 | Thuyền Loan    | 311 100 |
| 8 | Đồn Môn        | 494 500 |
| 9 | Nguyên Lãng    | 635 600 |
| Cửu Long |                |         |
| 10 | Cửu Long Thành | 414 100 |
| 11 | Quan Đường     | 677 300 |
| 12 | Thâm Thủy Bộ   | 396 800 |
| 13 | Hoàng Đại Tiên | 419 000 |
| 14 | Du Tiêm Vượng  | 337 900 |
| Đảo Hồng Kông |                |         |
| 15 | Quận Trung Tây | 242 400 |
| 16 | Quận Đông      | 546 300 |
| 17 | Quận Nam       | 266 000 |
| 18 | Loan Tể        | 180 200 |
| The main territory of Hong Kong consists of a peninsula bordered to the north by Guangdong province, an island to the south east of the peninsula, and a smaller island to the south. These areas are surrounded by numerous much smaller islands. |                |         |

Hồng Kông có 18 quận:
| - Đảo Hương Cảng (Hong Kong Island) - Quận Trung Tây (Central and Western) (15) - Quận Đông (Eastern) (16) - Quận Nam (Southern) (17) - Loan Tể (Wan Chai) (18) | - Cửu Long Đông (Kowloon East) - Hoàng Đại Tiên (Wong Tai Sin) (13) - Quan Đường (Kwun Tong) (11) | - Cửu Long Tây (Kowloon West) - Cửu Long Thành (Kowloon City) (10) - Thâm Thủy Bộ (Sham Shui Po) (12) - Du Tiêm Vượng (Yau Tsim Mong) (14) | - Tân Giới Đông (New Territories East) - Quận Bắc (North) (3) - Tây Cống (Sai Kung) (4) - Sa Điền (Sha Tin) (5) - Đại Bộ (Tai Po) (6) | - Tân Giới Tây (New Territories West) - Li Đảo (Islands) (1) - Quỳ Thanh (Kwai Tsing) (2) - Thuyên Loan (Tsuen Wan) (7) - Đồn Môn (Tuen Mun) (8) - Nguyên Lãng (Yuen Long) (9) |

Ranh giới hành chính giữa Victoria City, bán đảo Cửu Long, và Tân Cửu Long đã từng được nêu ra trong luật, nhưng hiện không còn giá trị pháp lý và hành chính nữa.

## Hệ thống pháp luật và tư pháp
Trái với hệ thống luật dân sự của Trung Hoa đại lục, Hồng Kông tiếp tục theo truyền thống thông luật được chính quyền thuộc địa Anh thiết lập. Điều 84 của Luật Cơ bản Hồng Kông cho phép các tòa án Hồng Kông được tham chiếu đến các quyết định tiền lệ án được đưa ra bởi các tòa có quyền hạn pháp lý thông luật khác. Điều 82 và 92 cho phép các thẩm phán từ các từ các khu vực xét xử thông luật khác được tham gia vào quá trình xét xử trong Tòa chung thẩm của Hồng Kông và nhóm họp như các thẩm phán Hồng Kông.
Về mặt cơ cấu, hệ thống tòa án Hồng Kông bao gồm Tòa chung thẩm và Ủy ban Tòa án Hội đồng Cơ mật, Tòa án Tối cao, được cấu thành từ Tòa Thượng thẩm, Tòa Sơ thẩm và Tòa án Quận, bao gồm Tòa án Gia đình. Các cơ quan xét xử khác bao gồm: Tòa án Đất đai, Tòa Trị an, Tòa Thanh thiếu niên, Tòa Khiếu nại Nhỏ, Tòa Những vụ chết bất thường, Tòa Lao động, Tòa Các điều khoản Khiêu dâm chịu trách nhiệm phân loại văn hóa phẩm khiêu dâm không phải video được lưu hành ở Hồng Kông. Thẩm phán của Tòa Chung thẩm được Trưởng Đặc khu Hành chính Hồng Kông bổ nhiệm. Luật Cơ bản Hồng Kông thì được hiểu theo cách giải thích của Ủy ban Thường vụ Hội nghị Hiệp thương Chính trị Nhân dân Trung Quốc (Quốc hội) và quyền hạn này đã từng được viện dẫn 3 lần: Vấn đề quyền cư trú tại Hồng Kông (right of abode issue), một sự diễn giải liên quan đến các thủ tục bầu cử sau năm 2008, và một lần giải thích liên quan đến độ dài nhiệm kỳ của Trưởng Đặc khu hành chính.
Như ở Anh, luật gia ở Hồng Kông được phân ra thành luật sư hoặc cố vấn pháp lý, và người ta có thể chọn hành nghề dưới danh nghĩa một trong hai chức danh này nhưng không được cả hai (nhưng có thể chuyển từ chức danh này sang chức danh kia). Phần lớn luật gia là cố vấn pháp lý và được cấp giấy phép hành nghề và được điều chỉnh bởi Hội Pháp luật Hồng Kông. Các luật sư, mặt khác được cấp giấy phép và được điều chỉnh bởi Hội Luật sư Hồng Kông. Chỉ có các luật sư mới được có mặt để bào chữa tại Tòa Chung tẩm và Tòa án Tối cao. Cũng giống như hệ thống thông luật được duy trì, như thông lệ các phòng xử án nước Anh, các thẩm phán và luật sư phải đội tóc giả và áo choàng trong quá trình xét xử.
Theo Điều 63 của Luật Cơ bản Hồng Kông, Cục Tư pháp kiểm soát việc truy tố hình sự và không chịu bất kỳ sự can thiệp nào. Đây là thể chế pháp lý lớn nhất Hồng Kông và có trách nhiệm liên quan đến pháp chế, quản lý xét xử, truy tố, đại diện dân sự, soạn thảo và cải cách pháp lý và nghề pháp lý. Ngoài việc khởi tố các vụ án hình sự tại Hồng Kông, các quan chức của Cục Tư pháp cũng có mặt tại tòa với tư cách đại diện cho chính quyền trong tất cả vụ kiện dân sự kiện chính quyền. Là một cơ quan bảo vệ quyền lợi công chúng, cơ quan này có thể áp dụng và ấn định đại diện pháp lý thay mặt cho quyền lợi công chúng để tham gia vào việc xét xử các vụ án liên quan đến lợi ích công chúng về vật chất.

## Quân đội
Hồng Kông chưa có lực lượng quân đội riêng bởi vì lãnh thổ này chưa bao giờ là một nhà nước có chủ quyền, ngoại trừ lực lượng bổ trợ tình nguyện như Quân đoàn Hồng Kông Hoàng gia (quân tình nguyện). Các vấn đề quốc phòng đã bị phụ thuộc vào nhà nước kiểm soát Hồng Kông. Trước khi Anh trao trả chủ quyền Hồng Kông cho Cộng hòa Nhân dân Trung Hoa, việc bảo vệ quốc phòng được quân đội Anh đảm nhận và quân đội Anh đã đóng quân ở những doanh trại khắp Hồng Kông, bao gồm cả Quân đội Hải ngoại Anh ở Hồng Kông. Nguồn tài chính cho các đội quân này do Chính quyền Hồng Kông hỗ trợ.
Đơn vị đồn trú Quân Giải phóng Nhân dân Trung Quốc tại Hồng Kông là một đơn vị đồn trú của Quân Giải phóng Nhân dân Trung Quốc (PLA), chịu trách nhiệm về nhiệm vụ quốc phòng tại Đặc khu hành chính Hồng Kông kể từ khi chủ quyền của Hồng Kông được chuyển giao cho Cộng hòa Nhân dân Trung Hoa vào ngày 1 tháng 7 năm 1997. Dù đội quân đồn trú này ít có giá trị quân sự trên thực tế, chủ yếu mang tính biểu tượng cho sự cai quản Hồng Kông của Bắc Kinh, nó vẫn là một lực lượng sẵn sàng chiến đấu.
Theo Luật Cơ bản Hồng Kông, các lực lượng quân sự đóng ở Hồng Kông sẽ không được can thiệp vào các công việc dân sự của địa phương; Chính quyền Hồng Kông sẽ phải chịu trách nhiệm duy trì trật tự công cộng. Quân đồn trú tại Hồng Kông, bao gồm các binh chủng lục quân, hải quân và không quân, dưới sự chỉ huy của Hội đồng Quân sự Trung ương Trung Quốc. Quân đồn trú về sau đã mở cửa các doanh trại trên đảo Stonecutters và Stanley cho công chúng để tăng cường hiểu biết và tin cậy giữa quân đội và dân chúng.

## Kinh tế

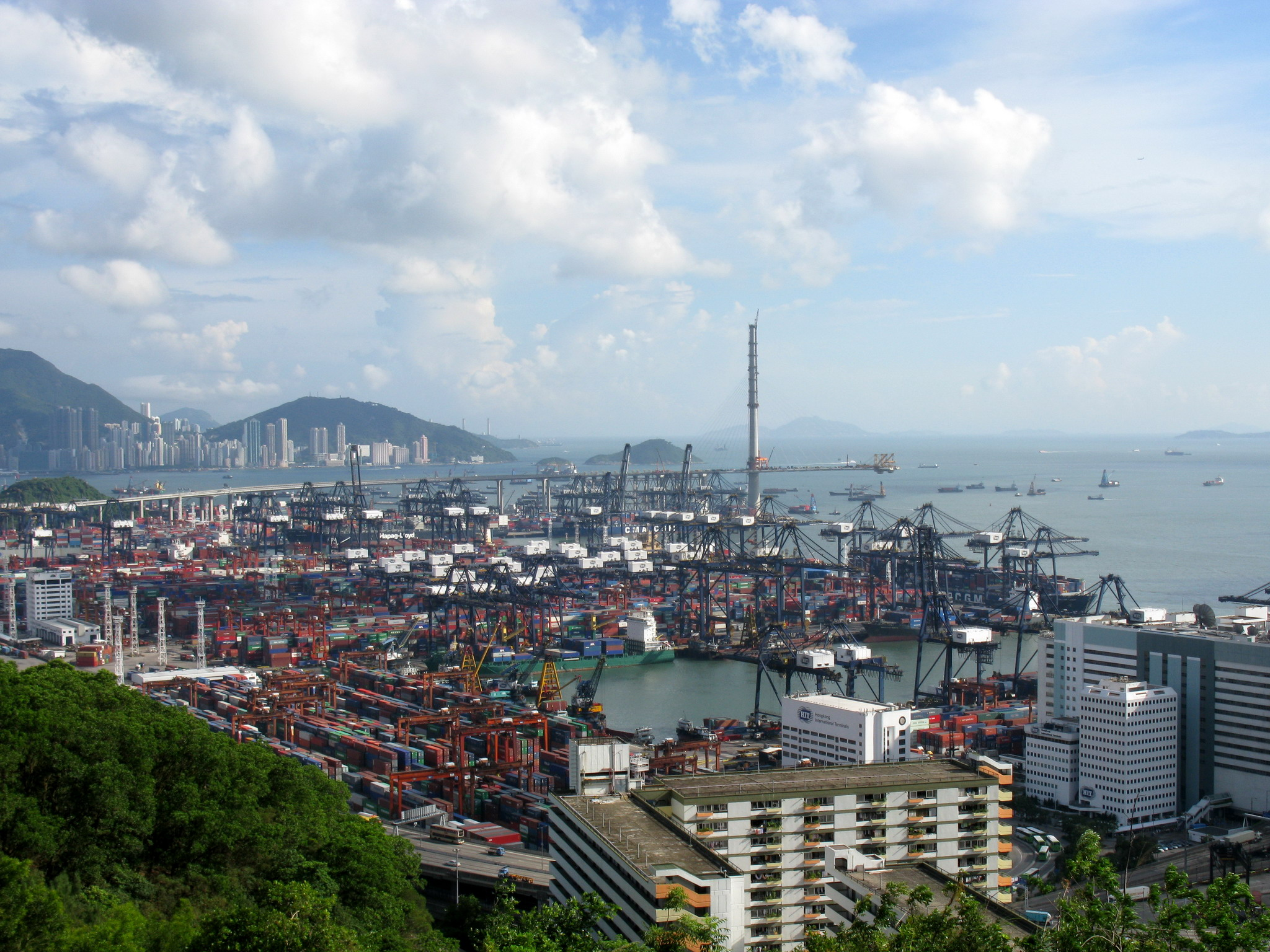
Hồng Kông là một trong những cảng container nhộn nhịp nhất thế giới

Kinh tế Hồng Kông là một nền kinh tế tư bản chủ nghĩa phát triển được xây dựng trên nền kinh tế thị trường, thuế thấp và ít có sự can thiệp kinh tế của chính phủ. Đây là một trung tâm tài chính, thương mại quan trọng và là nơi tập trung nhiều đại bản doanh công ty của khu vực châu Á-Thái Bình Dương. Nếu tính về GDP bình quân đầu người và tổng sản phẩm nội địa, Hồng Kông là trung tâm đô thị giàu nhất ở Trung Quốc. Tính đến năm 2016, GDP của Hồng Kông đạt 320,9 tỉ USD, đứng thứ 34 thế giới và đứng thứ 11 châu Á.
Trong khi tiếp tục duy trì những luật lệ và thông lệ của chính quyền Anh trước đây, chính quyền Hồng Kông nhường quyền điều khiển thị trường cho các lực lượng thị trường và khu vực tư nhân. Kể từ năm 1980, nhìn chung, chính quyền đã đóng một vai trò thụ động theo chính sách không can thiệp tích cực. Hồng Kông thường xuyên được xem, đặc biệt bởi nhà kinh tế Milton Friedman, là một hình mẫu của chủ nghĩa tư bản tự do kinh doanh về mặt thực tiễn. Hồng Kông được xếp hạng nhất thế giới về tự do kinh tế trong 13 năm liên tục, kể từ khi có chỉ số này vào năm 1995. Thành phố này cũng nằm ở vị trí thứ nhất trong Báo cáo Tự do Kinh tế của Thế giới.
Hồng Kông có ít đất bằng phẳng và ít tài nguyên thiên nhiên, do đó phải nhập khẩu hầu hết thực phẩm và nguyên liệu. Hồng Kông là vùng lãnh thổ thương mại lớn thứ 11 thế giới, với tổng giá trị nhập khẩu và xuất khẩu vượt quá GDP của mình. Năm 2006, có 114 nước có lãnh sự quán ở Hồng Kông, hơn bất cứ thành phố nào trên thế giới. Phần lớn xuất khẩu của Hồng Kông là tái xuất khẩu, là những sản phẩm sản xuất bên ngoài lãnh thổ Hồng Kông, đặc biệt ở Trung Hoa đại lục và được phân phối thông qua Hồng Kông. Thậm chí ngay cả trước khi chuyển giao chủ quyền cho Cộng hòa Nhân dân Trung Hoa, Hồng Kông đã thiết lập các quan hệ thương mại và đầu tư sâu rộng với Trung Hoa đại lục. Vị thế tự trị của nó đã giúp Hồng Kông có thể phục vụ như một điểm cửa ngõ cho đầu tư và các nguồn lực chảy vào Trung Hoa đại lục. Hồng Kông cũng là một điểm nối cho các chuyến bay từ Trung Hoa Dân Quốc từ trên đảo Đài Loan vào đại lục.

Giấy bạc Hồng Kông

Đồng xu Hồng Kông

Đơn vị tiền tệ của Hồng Kông là Đô la Hồng Kông. Kể từ năm 1983, đồng tiền này đã được neo chặt vào đô la Mỹ. Đồng tiền này được phép trao đổi với một dải tỷ giá từ 7,75 và 7,85 đô la Hồng Kông ăn một đô la Mĩ. Sở giao dịch chứng khoán Hồng Kông lớn thứ sáu thế giới, với giá trị vốn hóa thị trường khoảng 1.710 tỷ USD. Năm 2006, giá trị các cuộc phát hành cổ phiếu lần đầu ra công chúng thực hiện ở Hồng Kông xếp thứ 2 thế giới chỉ sau thị trường chứng khoán Luân Đôn.
Kinh tế Hồng Kông chủ yếu là dịch vụ. Tỉ trọng của khu vực này trong GDP của Hồng Kông lên đến 92,7%. Trong quá khứ, chế tạo là khu vực quan trọng nhất của nền kinh tế do Hồng Kông đã tiến hành công nghiệp hóa sau Chiến tranh thế giới thứ 2. Với xuất khẩu làm động lực, kinh tế Hồng Kông đã tăng trưởng với tốc độ bình quân hàng năm là 8,9% trong thập niên 1970. Hồng Kông đã trải qua một quá trình chuyển dịch nhanh sang một nền kinh tế dịch vụ trong những năm 1980, khi tốc độ tăng trưởng đạt 7,7% bình quân mỗi năm. Phần lớn các hoạt động sản xuất được chuyển qua Trung Hoa đại lục trong thời kỳ này và công nghiệp hiện nay chỉ còn chiếm 9% nền kinh tế. Khi Hồng Kông đã lớn mạnh để trở thành một trung tâm tài chính, tăng trưởng chậm lại xuống còn 2,7% mỗi năm trong những năm 1990. Cùng với Singapore, Hàn Quốc, và Đài Loan, Hồng Kông được gọi là một trong Bốn con hổ châu Á do tốc độ tăng trưởng cao và công nghiệp hóa nhanh chóng trong thời kỳ từ thập niên 1960 đến thập niên 1990.
Năm 1998, do hậu quả của cuộc khủng hoảng tài chính châu Á, nền kinh tế này đã sụt giảm 5,3%. Sau đó, nền kinh tế phục hồi với tốc độ tăng trưởng tới 10% năm 2000 dù giảm phát vẫn dai dẳng. Năm 2003, kinh tế Hong Kong đã bị ảnh hưởng nghiêm trọng của dịch SARS, làm cho tốc độ tăng trưởng chỉ còn 2,3%. Sự hồi sinh của nhu cầu nội địa và bên ngoài đã dẫn đến một sự hồi sinh mạnh mẽ trong năm sau đó do sự chi phí giảm đã tăng năng lực cạnh tranh xuất khẩu của Hồng Kông. Giai đoạn giảm phát kéo dài 68 tháng đã chấm dứt vào giữa năm 2004 với chỉ số lạm phát theo giá hàng tiêu dùng xoay quanh mức zero. Từ 2003, chương trình Du lịch cá nhân đã cho phép những du khách từ một số thành phố Trung Quốc đại lục thăm Hồng Kông mà không cần đi theo đoàn. Kết quả là, ngành du lịch Hồng Kông đã thu lợi từ sự gia tăng du khách đại lục, đặc biệt là sự mở cửa của Khu giải trí Hong Kong Disneyland năm 2005. Nền kinh tế tiếp tục tăng trưởng mạnh mẽ trong những năm tiếp theo với sự tin tưởng trở lại của người tiêu dùng và sự gia tăng thương mại.

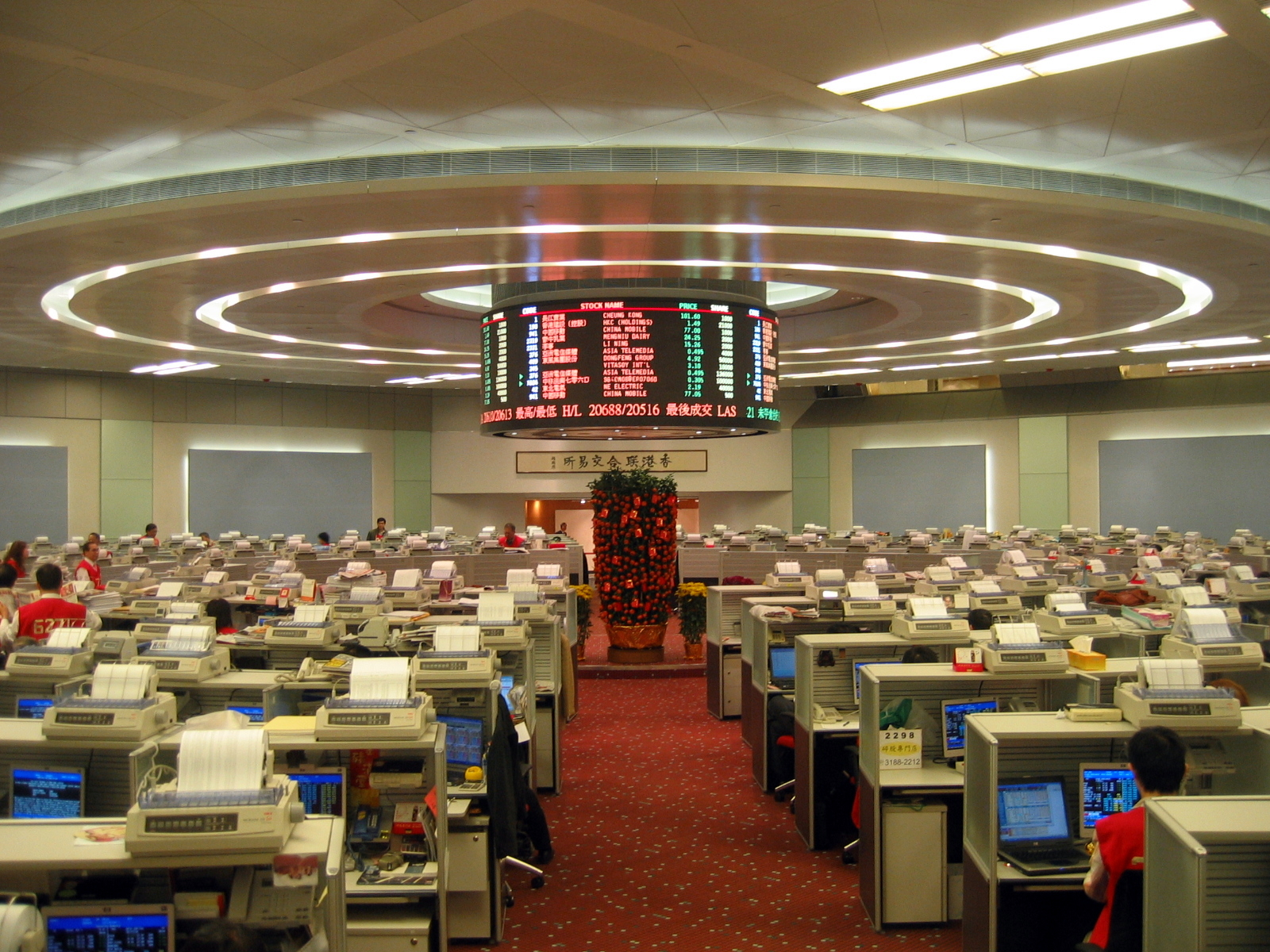
Sàn giao dịch cũ của Sở giao dịch Hồng Kông

Hồng Kông đặt ra mức thuế cá nhân và thuế doanh nghiệp thấp. Lo lắng trước việc thuế thu được quá ít và việc chi tiêu của chính quyền phụ thuộc quá nặng nề vào nguồn thuế từ các giao dịch bất động sản, chính quyền đã xem xét đưa ra một chính sách về Thuế dịch vụ và hàng hóa. Phản ứng ban đầu của người dân là hoàn toàn không hưởng ứng, vì họ lo rằng việc đánh thuế sẽ đặt gánh nặng quá mức lên người nghèo, và sẽ ảnh hưởng tới sự thu hút của Hồng Kông trong lĩnh vực du lịch. Vào tháng 1 năm 2007, chính quyền đã rút lại đề xuất này.
Khi Trung Quốc lục địa tự do hóa nền kinh tế, ngành vận tải biển của Hong Kong phải đối mặt với sự cạnh tranh gay gắt từ các cảng Trung Quốc khác. Trong khi 50% hàng hóa thương mại của Trung Quốc được vận chuyển qua Hồng Kông vào năm 1997, con số này giảm xuống còn khoảng 13% vào năm 2015. Ngược lại, mức thuế thấp, hệ thống luật và dịch vụ dân sự hiệu quả của Hồng Kông đã thu hút các tập đoàn nước ngoài tìm cách thiết lập sự hiện diện ở châu Á. Thành phố có số trụ sở công ty cao thứ hai trong khu vực châu Á-Thái Bình Dương. Ngoài ra, Hồng Kông là một cửa ngõ trực tiếp cho đầu tư nước ngoài vào Trung Quốc.
Năm 2018, GDP của Hồng Kông xếp thứ 35 thế giới với giá trị 364 tỷ USD. GDP bình quân đầu người xếp hạng 16 thế giới với mức 48.429 USD.

## Cảnh quan
Hồng Kông tự hào là thành phố có nhiều tòa nhà chọc trời nhất thế giới. Do đất chật người đông, đại đa số dân Hồng Kông sống trong những tòa nhà chung cư cao tầng. Những ngôi nhà gia đình đơn lẻ là cực kỳ hiếm và thường chỉ được tìm thấy ở những khu vực xa xôi hẻo lánh.
International Commerce Centre và Two International Finance Centre là những tòa nhà cao nhất ở Hồng Kông và là một trong số những tòa nhà cao nhất trong khu vực châu Á–Thái Bình Dương.

## Văn hóa

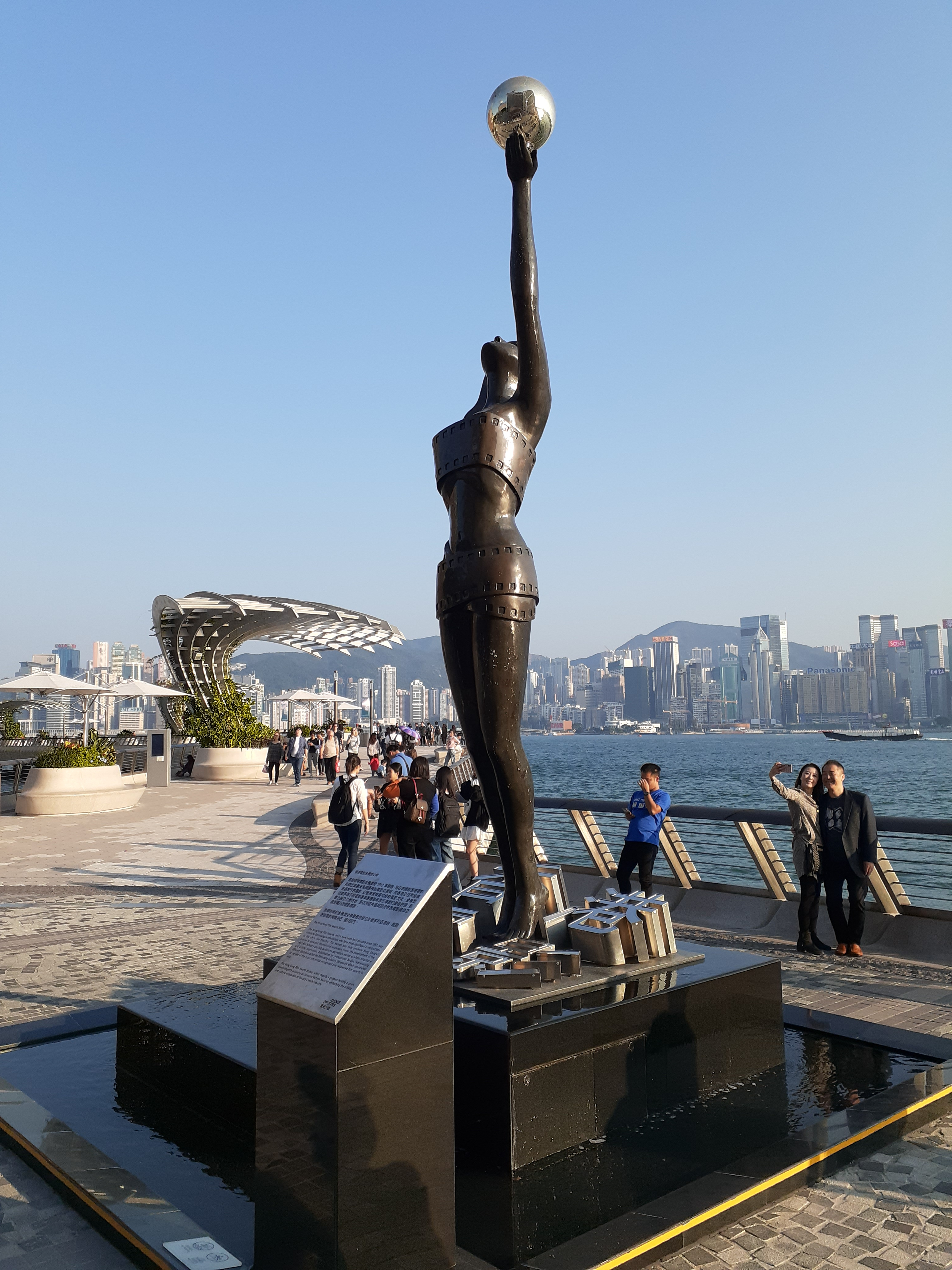
Một bức tượng trên Đại lộ các ngôi sao, một nơi tôn vinh điện ảnh Hồng Kông

Hồng Kông thường được mô tả là nơi phương Đông gặp phương Tây, điều này được phản ánh trong hạ tầng kinh tế, giáo dục và văn hóa đường phố. Trên một góc phố nào đó, có thể có các tiệm truyền thống Trung Hoa bán thảo dược Trung Hoa, các đồ dùng linh tinh có liên quan đến Phật giáo hoặc bát súp vi cá mập bằng chất dẻo. Nhưng tại góc phố tiếp theo, người ta có thể tìm thấy các rạp hát đang chiếu các bộ phim ăn khách của Hollywood, một quán rượu theo phong cách Anh, một nhà thờ Công giáo hoặc một quán thức ăn nhanh McDonald's. Ngôn ngữ chính thức của lãnh thổ này là tiếng Hoa và tiếng Anh; các biển hiệu bằng hai thứ tiếng này hiện diện khắp nơi ở Hồng Kông. Chính quyền, cảnh sát và phần lớn các nơi làm việc đều sử dụng cả hai thứ tiếng. Sự cai trị của người Anh đã kết thúc một thập kỉ trước nhưng văn hóa phương Tây vẫn thấm sâu vào Hồng Kông và cùng tồn tại liền mạch với triết lý và phong tục truyền thống phương Đông.
Hồng Kông có một cuộc sống về đêm náo nhiệt ở các quận giải trí — Lan Quế Phường, Tiêm Sa Chủy, Loan Tể... Những nơi này thường được người địa phương, du khách nước ngoài viếng thăm. Vào một ngày trời quang, Đỉnh Victoria cho khách tham quan một tầm nhìn ngoạn mục về thành phố này. Thành phố này có một khu đi dạo dọc theo bến nước Tsim Sha Tsui, nơi các đôi uyên ương ưa thích. Các hoạt động mua sắm thường diễn ra về đêm với ví dụ cụ thể là ở Chợ đêm phố Miếu Nhai nơi người ta cũng có thể xem Kinh kịch miễn phí.
Ẩm thực của thành phố cũng phong phú đa dạng. Ngoài ẩm thực phong phú đa dạng của các vùng miền Trung Quốc ra, đặc biệt là các món hải sản, Hồng Kông cũng có các nhà hàng Nhật Bản, châu Âu, Mĩ, Hàn Quốc, Đài Loan,... và các nước khác. Các món ăn địa phương phục vụ ở các phòng trà và quầy bán đồ ăn cũng phổ biến. Dân Hồng Kông nghiêm túc trong việc ăn uống và nhiều đầu bếp từ khắp nơi đến đây để biểu diễn tài nghệ cho thực khách.
Trong khi Hồng Kông là một trung tâm thương mại toàn cầu, có lẽ sản phẩm xuất khẩu nổi tiếng nhất của thành phố này là ngành giải trí, đặc biệt là thể loại võ thuật, nhiều minh tinh quốc tế xuất thân từ Hồng Kông như: Lý Tiểu Long, Thành Long, Lý Liên Kiệt, Lương Triều Vỹ, Trương Mạn Ngọc. Những nhà làm phim Hồng Kông cũng làm nên sự nghiệp ở Hollywood như Ngô Vũ Sâm, Vương Gia Vệ, Từ Văn Quang và các biên đạo võ thuật đã thiết kế các cảnh giao chiến trong các phim Matrix trilogy, Kill Bill và Ngọa hổ tàng long. Nhiều phim sản xuất tại Hồng Kông cũng nhận được sự công nhận quốc tế như Tâm trạng khi yêu, Trùng Khánh Sâm Lâm, Vô gian đạo, Đội bóng Thiếu Lâm và Hồng phiên khu. Nhà làm phim nổi tiếng Quentin Tarantino từng cho rằng ông chịu ảnh hưởng sâu sắc bởi phim hành động Hồng Kông. Hồng Kông cũng là trung tâm chính của thế giới về thể loại nhạc Cantopop. Trong lúc lãnh thổ này là nơi có nhiều ngôi sao, văn hóa karaoke cũng là một phần hoạt động về đêm của Hồng Kông.
Chính quyền Hồng Kông cũng ủng hộ các cơ quan văn hóa như Bảo tàng Di sản Hồng Kông, Bảo tàng Nghệ thuật Hồng Kông, Học viện Nghệ thuật biểu diễn Hồng Kông và Giàn nhạc giao hưởng Hồng Kông. Ngoài ra, Cục dịch vụ Văn hóa và Giải trí của chính quyền cũng bao cấp và tài trợ cho việc đưa các diễn viên quốc tế đến biểu diễn tại Hồng Kông.

## Tôn giáo
Tôn giáo ở Hồng Kông (2016)

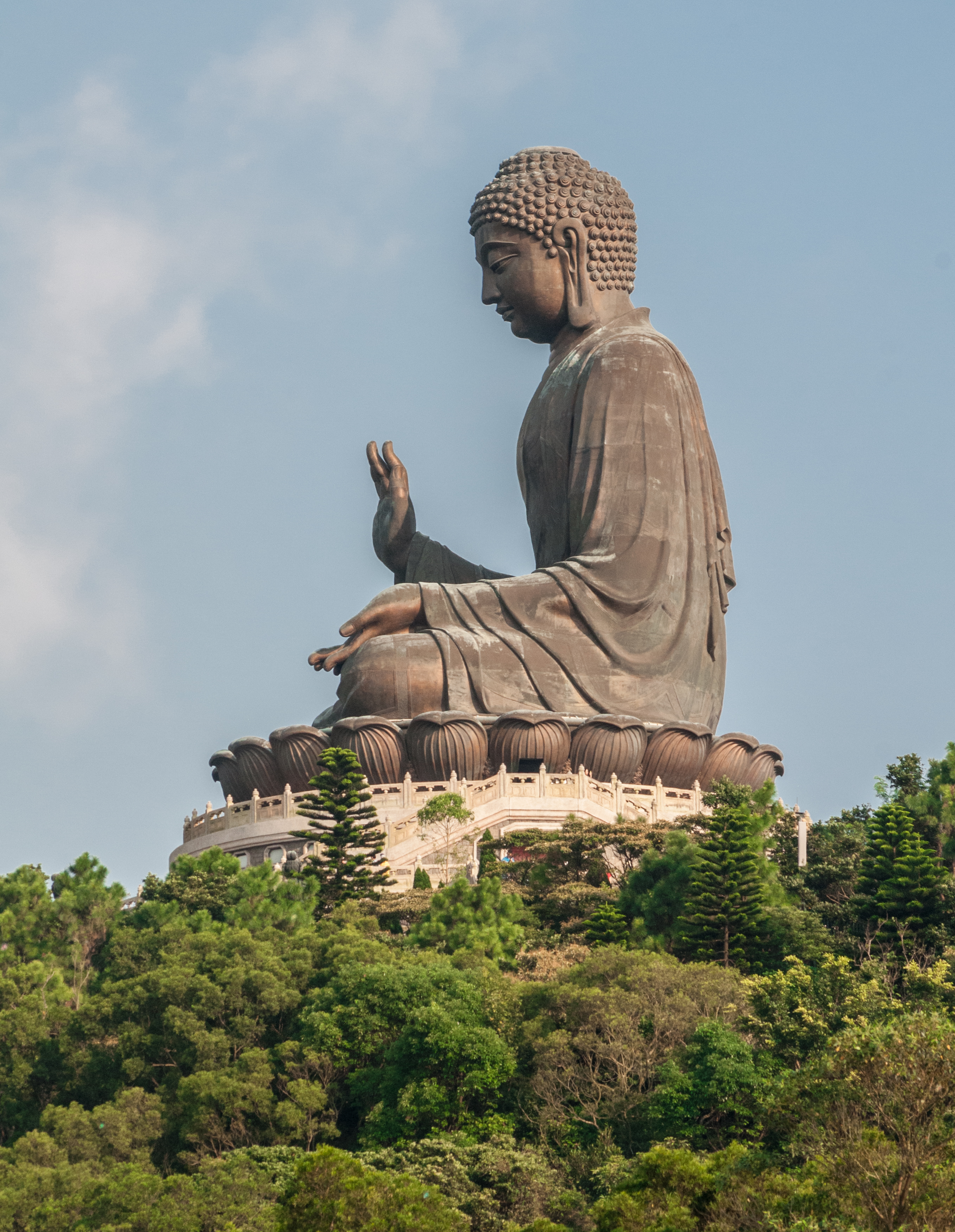
Tượng Thiên Đàn Đại Phật tại Lạn Đầu, Hồng Kông, Chiều cao 34M, Trọng lượng 250 tấn. bức tượng phật ngoài trời lớn nhất thế giới. Được hoàn thành năm 1993.

Hồng Kông được hưởng mức độ tự do tôn giáo cao, một quyền được gìn giữ thiêng liêng và được bảo vệ thông qua bản hiến pháp của mình là Luật Cơ bản. Đa số dân chúng Hồng Kông, khoảng 6 triêu người, theo Phật giáo kiểu dân gian giống như ở Trung Hoa đại lục. Tổng số dân Hồng Kông ít hơn 7 triệu người, tức là khoảng gần 90% dân chúng theo Phật giáo (xem Phật giáo theo quốc gia). Một cộng đồng Kitô giáo có quy mô đáng kể hiện diện ở đây với khoảng 500.000 dân, chiếm 7% tổng dân số; cộng đồng này gần như chia đều giữa Công giáo và Tin Lành. Cũng có khoảng 200.000 tín đồ theo Phật giáo và Đạo giáo chính thống. Ngoài các tôn giáo lớn ra, còn có một số tín đồ theo các tôn giáo khác nữa, bao gồm 23.000 tín đồ Mormon, 3.000 Do Thái giáo và một số tín đồ Hồi giáo, Ấn Độ giáo, Sikh giáo và Bahá'í. Ngoài các chức năng tôn giáo, nhiều tổ chức tôn giáo đã thiết lập trường học và cung cấp các tiện ích phúc lợi xã hội.
Tính ngưỡng tôn giáo của Hồng Kông có liên hệ với vai trò lúc ban sơ của khu vực này là một làng chài. Thiên Hậu (hay Mụ Tổ), thần bảo hộ những người đi biển, đã được tôn thờ với nhiều đền thờ khắp Hồng Kông trong 300 năm qua. Hồng Thánh, một vị thần bảo hộ những người đi biển khác, cũng được tôn thờ trong nhiều thế kỷ. Tuy nhiên, các cư dân Hồng Kông, đặc biệt là những người thuộc thế hế hệ già tuổi hơn, thường viếng các đền chùa Đạo giáo và Phật giáo để cầu xin thần linh ban phước lành, sức khỏe hoặc cầu phát tài. Người ta dâng lễ trái cây hoặc thực phẩm và đốt nhang để cầu khấn.
Với việc chuyển giao Hồng Kông cho Trung Quốc, đã có một số lo ngại đáng kể về quyền tự do tôn giáo ở Hồng Kông. Dù Bắc Kinh đã cấm giáo phái Pháp Luân Công năm 1999, những môn đồ của giáo phái này vẫn được tự do hành đạo môn phái này ở Hồng Kông. Tương tự, Giáo hội Công giáo được tự do bổ nhiệm các Giám mục, linh mục của mình ở Hồng Kông, không giống như ở Trung Hoa đại lục nơi thể chế "Công giáo" được công nhận là Hội Công giáo Yêu nước Trung Hoa - nơi mà các Giám mục và linh mục được Bắc Kinh bổ nhiệm (dù cũng có một bộ phận bất hợp pháp và không chính thức của Công giáo vẫn giữ liên lạc với Tòa Thánh Vatican). Một vấn đề lớn trong tiến trình bình thường hóa quan hệ giữa Cộng hòa Nhân dân Trung Hoa và Tòa Thánh là việc Bắc Kinh cứ khăng khăng yêu cầu Vatican chấm dứt quan hệ với Trung Hoa Dân quốc (Đài Loan). Hồng Kông là nơi duy nhất ở Trung Quốc có những người truyền giáo của Giáo hội Các Thánh hữu Ngày sau của Chúa Giêsu Kitô (Giáo hội Mormon).

## Kiến trúc

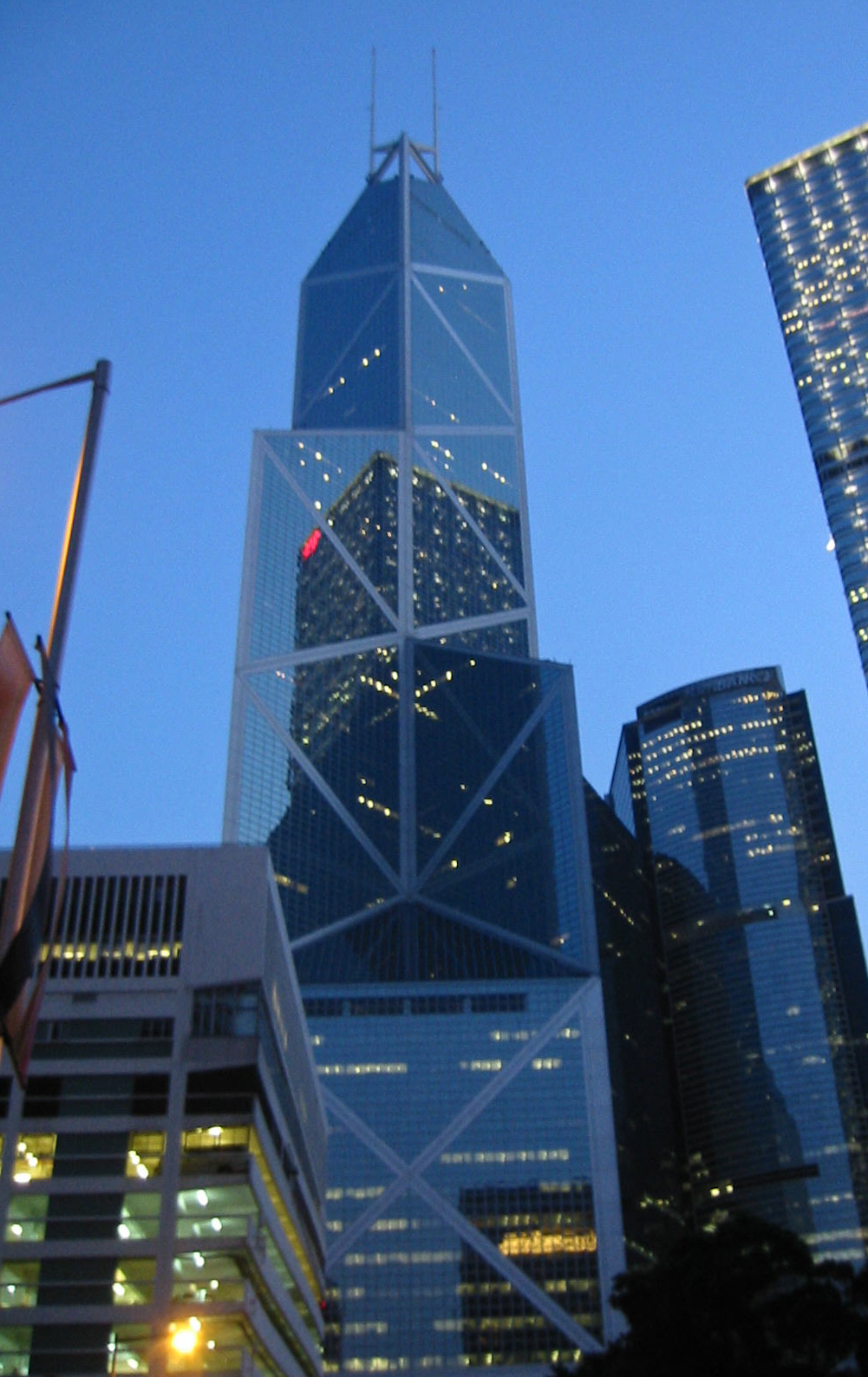
Tháp Bank of China lúc hoàng hôn.

Do đất đai chật chội, còn ít tòa nhà lịch sử tồn tại ở Hồng Kông. Thay vào đó, thành phố này đã trở thành một trung tâm của kiến trúc hiện đại, đặc biệt là ở trong và xung quanh khu vực Trung Tây. Các ngôi nhà chọc trời thương mại dày đặc giữa khu Trung Hoàn và khu Causeway Bay (Đồng La Loan) sắp hàng dọc theo bến cảng Victoria là một trong những địa điểm thu hút du khách của Hồng Kông và được liệt vào các đường chân trời đẹp nhất thế giới. Bốn trong số 15 tòa nhà chọc trời cao nhất thế giới nằm ở Hồng Kông. Ở Cửu Long, nơi đã từng là một khu định cư vô chính phủ có tên gọi là Cửu Long Trại Thành (Kowloon Walled City), các quy định hạn chế chiều cao các kết cấu đã có hiệu lực cho đến năm 1998 với việc đóng cửa sân bay Khải Đức gần đó. Với việc dỡ bỏ hạn chế chiều cao, nhiều nhà chọc trời mới ở Cửu Long đang được xây dựng, bao gồm tòa nhà Trung tâm Thương mại Quốc tế đã được khánh thành vào năm 2010.
Một trong những tòa nhà nổi bật ở Hồng Kông là Bank of China Tower do I. M. Pei thiết kế, tòa nhà hoàn thành năm 1990 và hiện là tòa nhà chọc trời cao thứ ba Hồng Kông. Tòa nhà này đã thu hút tranh cãi nãy lửa khi bắt đầu dự án vì các cạnh sắc nhọn của nó bị người ta cho là đẩy năng lượng phong thủy âm vào trung tâm Hồng Kông. Trước tòa nhà này, một cấu trúc khác là Tòa nhà Trụ sở của HSBC, hoàn thành năm 1985. Nó được xây trên địa điểm của tòa nhà chọc trời đầu tiên của Hồng Kông được hoàn thành năm 1935 và đã trở thành chủ đề của một đấu tranh bảo tồn di sản khốc liệt cuối thập niên 1970. Cả hai tòa nhà của ngân hàng được in trên nhiều tờ giấy bạc Hồng Kông.
Tòa nhà cao nhất ở Hồng Kông là International Finance Centre 2. Một trong những dự án xây dựng lớn nhất ở Hồng Kông và của thế giới là Sân bay Quốc tế Hồng Kông mới ở Xích Liệp Giác gần Lạn Đầu, một dự án lấn biển khổng lồ được kết nối với trung tâm Hồng Kông bằng Lantau Link nổi bật bằng ba cây cầu lớn mới là: Thanh Mã, cây cầu treo lớn thứ 6 thế giới; Cấp Thủy Môn, cây cầu dây văng (cable-stayed bridge) dài nhất thế giới dành cho cả giao thông đường bộ và đường sắt; và Đinh Cửu, cây cầu dây văng bốn nhịp đầu tiên của thế giới.
Đặc biệt đáng chú ý về cảnh chân trời và phố xá Hồng Kông là sự có mặt khắp nơi của các bất động sản nhà ở công, bắt đầu như là một chương trình tái định cư cho những người chiếm đất thập niên 1950 và ngày nay đã cung cấp nhà ở cho gần một nửa dân số. Các khu bất động sản này đã được nâng cấp từ các khu căn hộ không có thang máy 7 tầng với nhà vệ sinh công cộng và các tiện nghi tối thiểu, phân phối 24 m2 cho mỗi người lớn, nếu cho trẻ con thì được 12 m2/người thành các tòa nhà cao tầng chất lượng cao. Chương trình cho thuê công cộng này đã được bổ sung vào Kế hoạch Sở hữu Nhà do chính phủ trợ cấp.

## Giao thông

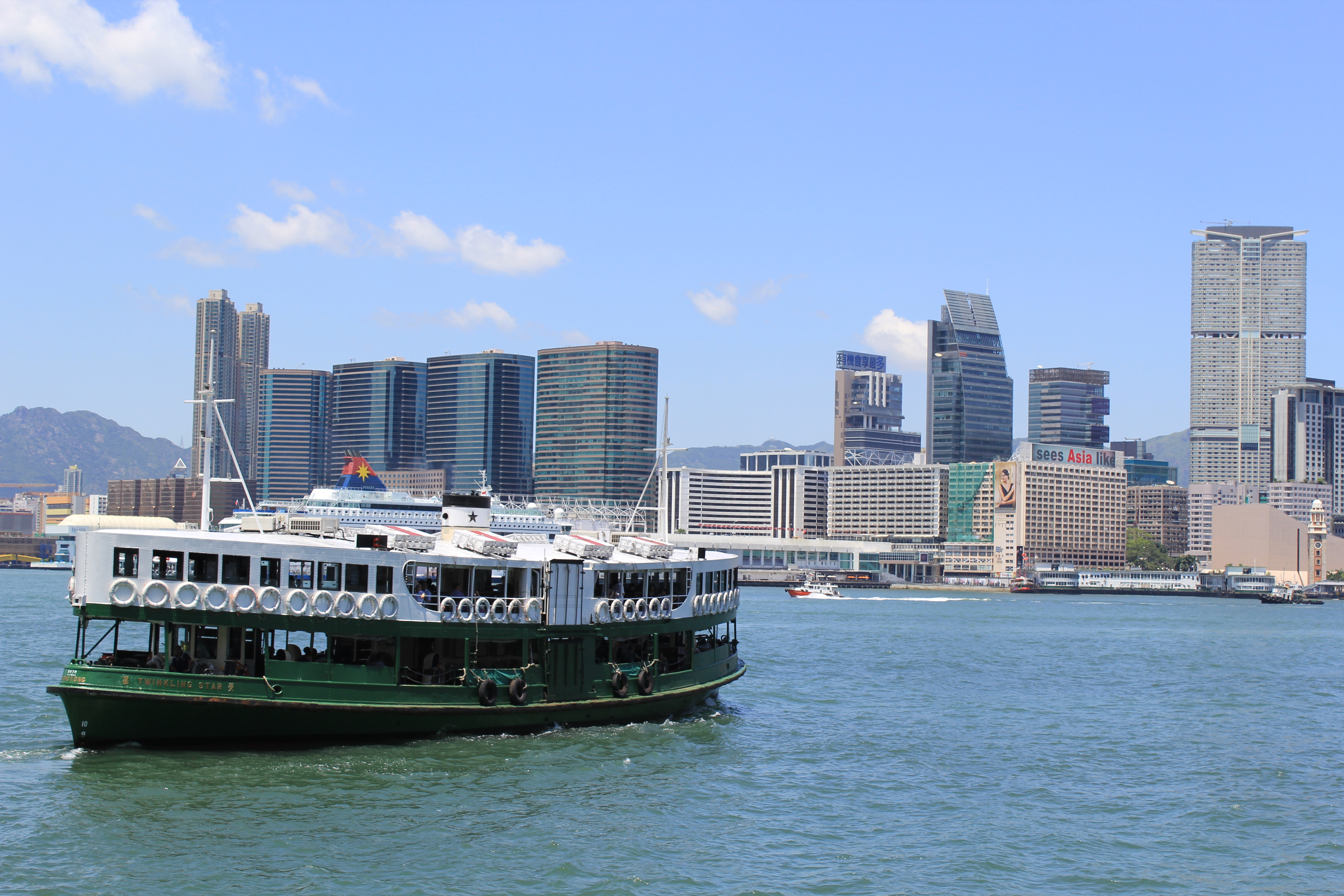
Star Ferry huyền thoại trên tuyến đường 9 phút giữa các cảng.

Hồng Kông có một mạng lưới giao thông tinh vi và phát triển cao, bao gồm cả mạng lưới giao thông công cộng lẫn tư nhân. Hệ thống thống thanh toán bằng thẻ thông minh Octopus (Bát Đạt Thông) có thể được sử dụng để trả cước phí đi lại cho hầu như tất cả các tuyến đường sắt, xe buýt và phà ở Hồng Kông. Thẻ Octopus sử dụng công nghệ RFID (Nhận dạng bằng tần số radio) cho phép người sử dụng có thể quét thẻ mà không cần lấy nó ra khỏi ví hoặc túi xách. Tất cả những bãi đậu xe có đồng hồ đếm giờ ở Hồng Kông chỉ chấp nhận thanh toán bằng thẻ Octopus và việc thanh toán bằng thẻ Octupus có thể thực hiện ở nhiều bãi đỗ xe.
Địa hình Hồng Kông chủ yếu là đồi và dốc và một số phương pháp giao thông không thông thường đã được sáng chế để dễ dàng di chuyển lên xuống trên các sườn dốc. Ví dụ, tàu điện Peak Tram nối giữa khu Trung tâm và Đỉnh Victoria từ năm 1888 bằng cách men theo sườn núi. Ở Trung Tây khu, có một hệ thống thang cuốn lớn và các vỉa hè di động, bao gồm hệ thống thang cuốn có mái che ngoài trời dài nhất thế giới, đó là Thang cuốn Mid-levels.
Hồng Kông có nhiều phương thức vận tải đường sắt công cộng. Hai hệ thống tàu điện ngầm cho thành phố là MTR (Mass Transit Railway) và KCR có chức năng kết nối giữa Hồng Kông và Trung Hoa đại lục (KCR cũng vận hành một hệ thống đường sắt nhẹ ở Tây Bắc Tân Giới). Hệ thống MTR do công ty MTR Corporation Limited vận hành còn Kowloon-Canton Railway Corporation thì vận hành KCR. Hệ thống xe điện hoạt động ở các khu vực phía Bắc Hồng Kông và là hệ thống xe điện duy nhất trên thế giới chỉ chạy loại xe buýt hai tầng. Mass Transit Railway (MTR) là một mạng lưới đường sắt chở khách rộng lớn, kết nối 93 trạm tàu điện ngầm trên toàn lãnh thổ. Với số lượng người đi trên 5 triệu người mỗi ngày, hệ thống này phục vụ 41% tổng số hành khách vận chuyển công cộng trong thành phố  và cực kỳ đúng giờ, đạt tỷ lệ đúng giờ 99,9% vào năm 2013.
Năm công ty riêng rẽ (KMB, Citybus, NWFB, Long Win và NLB) cung cấp dịch vụ xe buýt công cộng nhượng quyền ở Hồng Kông. Xe buýt hai tầng được du nhập vào Hồng Kông năm 1949. Hiện loại xe hai tầng này được sử dụng riêng biệt ở Hồng Kông, Singapore, Dublin và Vương quốc Liên hiệp Anh và Bắc Ireland. Tuy nhiên, xe buýt hai tầng vẫn được sử dụng cho các tuyến có nhu cầu thấp hoặc các tuyến đường có năng lực vận tải thấp. Xe buýt một tầng được sử dụng chủ yếu ở Đảo Lạn Đầu và phục vụ đêm. Phần lớn các tuyến xe buýt nhượng quyền bình thường ở Hồng Kông hoạt động đến tận 1h đêm. Xe buýt nhẹ công cộng chạy suốt chiều dài và chiều rộng của Hồng Kông, qua những khu vực nơi các tuyến xe buýt tiêu chuẩn không thể đến hoặc không thể chạy thường xuyên, nhanh chóng hoặc trực tiếp. Xe taxi cũng được sử dụng rộng rãi khắp Hồng Kông. 99% xe taxi của Hồng Kông chạy bằng khí hỏa lỏng, phần còn lại chạy bằng dầu diesel.
Phần lớn dịch vụ vận tải bằng phà do các công ty vận tải phà có giấy phép, phục vụ các đảo ngoài khơi, các khu phố mới trong Bến cảng Victoria, Ma Cao và các thành phố ở Trung Hoa đại lục. Loại phà xưa nhất, Star Ferry huyền thoại hoạt động trong bốn tuyến giữa bán đảo Cửu Long và Đảo Hồng Kông và đã cung cấp dịch vụ vận chuyển có hiệu quả về chi phí trong suốt một thế kỷ. Star Ferry phổ thông đối với những du khách ưu thích ngắm nhìn toàn cảnh bến cảng và đường chân trời, nhiều người dân Hồng Kông xem Star Ferry à một trong những biểu tượng văn hóa nổi bật nhất của thành phố. Ngoài ra, các phà 78 "kai-to" được cấp phép phục vụ cho các khu định cư ven biển xa xôi.
Hồng Kông có một sân bay quốc tế còn hoạt động có tên gọi Sân bay Quốc tế Hồng Kông tọa lạc tại đảo Xích Liệp Giác. Năm 1998, sân bay này đã thay thế sân bay quốc tế trước đây của Hồng Kông là Sân bay Khải Đức nằm ở Cửu Long, một sân bay đã được đóng cửa vào thời điểm thay thế. Sau một thời gian chậm trễ trong các hệ thống vận chuyển hàng hóa trong những tháng đầu, sân bay này hiện đang đóng vai trò là trung tâm vận chuyển cho khu vực Đông Nam Á và là trung tâm hoạt động chính của các hãng hàng không Cathay Pacific, Dragonair, Air Hong Kong, Hong Kong Airlines và Hong Kong Express. Ngoài ra, Skytrax đã bầu chọn Sân bay quốc tế Hồng Kông là sân bay tốt nhất thế giới và hãng hàng không Cathay Pacific đã được bầu chọn là hãng hàng không tốt nhất thế giới từ năm 2001 đến năm 2005. Sân bay Quốc tế Hồng Kông đã phục vụ hơn 36 triệu hành khách trong năm 2004 và 59,9 triệu lượt khách trong năm 2013.
Các phương tiện đi vào sân bay có 'Airport Express', 'CityFlyers' và 'Airbuses'. Các dịch vụ vận tải này kết nối sân bay với phần còn lại của Hồng Kông. Thời gian khách đi bằng Airport Express đến Trung tâm thành phố ở Đảo Hồng Kông chỉ mất 23 phút. Việc mở cửa gần đây của Nhà ga Sunny Bay của MTR cho phép người ta đến Khu Giải trí Disneyland Hồng Kông dễ dàng hơn.
Trong khi lưu thông ở Trung Hoa đại lục lái xe bên phải, Hồng Kông vẫn duy trì luật lệ giao thông riêng của mình với việc lưu thông lái xe bên trái. Có khoảng 517.000 xe cơ giới được đăng ký ở Hồng Kông, 64% số đó là xe hơi tư nhân. Là một đô thị xa hoa ở châu Á, Hồng Kông nổi tiếng thế giới là nơi có số lượng xe hơi Rolls-Royce đầu người cao nhất thế giới.
Lưu ý rằng mã đường quốc lộ Hồng Kông sử dụng một hệ thống báo hiệu như Anh Quốc trong khi hệ thống báo hiệu của Trung Quốc thì khác hẳn.
Giao thông Hồng Kông có điểm đặc biệt là đi bên trái như ở Anh Quốc, Thái Lan, Nhật Bản,... mà không đi bên phải như tất cả các tỉnh, thành phố khác ở Cộng hòa Nhân dân Trung Hoa.

## Nhân khẩu

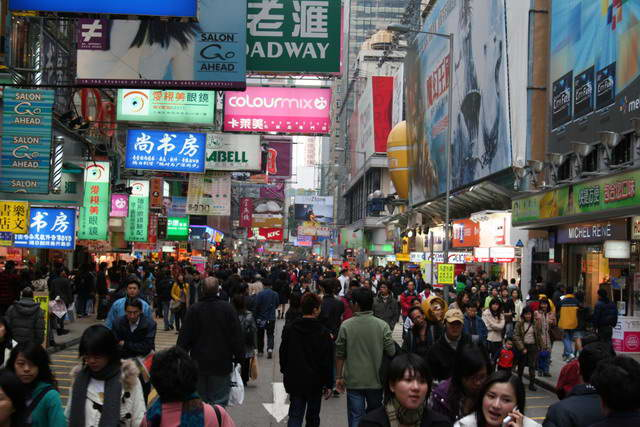
Phía nam phố Tây Dương Thái, phố đông đúc nhất ở Vượng Giác

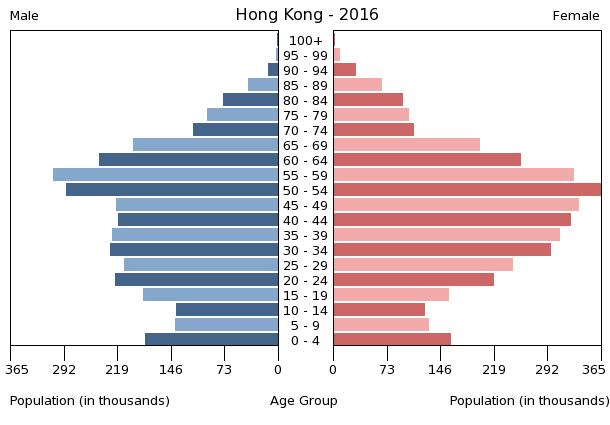
Tháp dân số Hồng Kông (nghìn người)

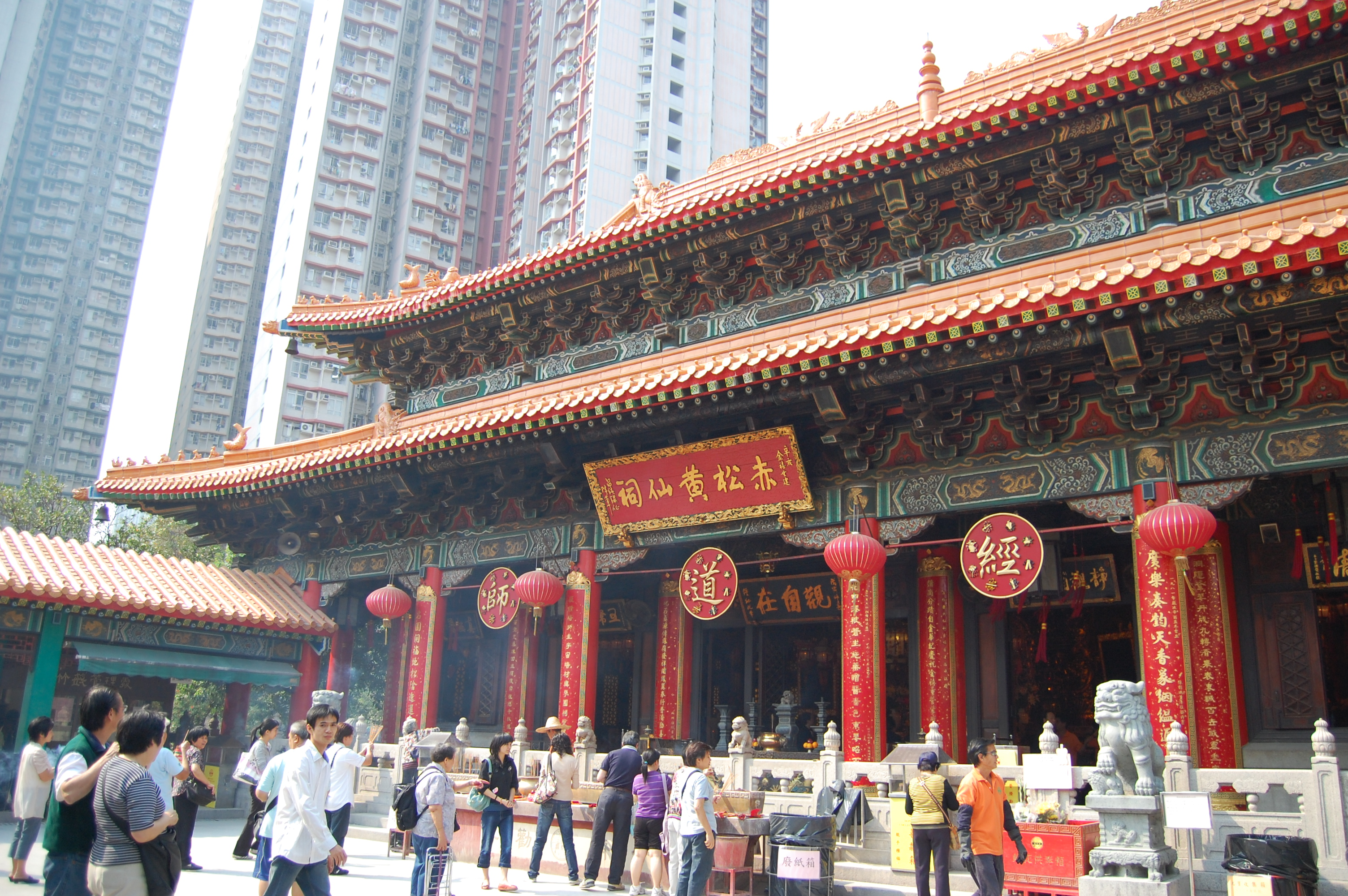
Đền Hoàng Đại Tiên thờ Hoàng Đại Tiên, một vị thần trong Đạo giáo

Xử Thống kê chính phủ ước tính nhân khẩu Hồng Kông tại thời điểm giữa năm 2019 là 7.482.500. Phần lớn dân số (92%) là người gốc Hán, hầu hết là người Đài Sơn, Triều Châu, Khách Gia, và một số dân tộc Quảng Đông khác. Tám phần trăm còn lại là các dân tộc thiểu số không phải người Hoa, chủ yếu là người Philippines, Indonesia và Nam Á. Khoảng một nửa dân số mang quốc tịch Anh – một di sản của chế độ thực dân; 3,4 triệu cư dân có quốc tịch Anh (ở nước ngoài), trong số đó có 260.000 công dân Anh sống tại Hồng Kông. Chính quyền sẽ tự động cấp quốc tịch Trung Quốc cho tất cả cư dân gốc Hoa sau khi chuyển giao chủ quyền, vì vậy người mang quốc tịch Trung Quốc cũng chiếm đa số. Mật độ dân số trung bình trên toàn đặc khu là khoảng 6.800 người/km². Nhưng nó lại không phản ánh mật độ thực vì chỉ có 6,9% đất dân cư, mật độ dân số trung bình của khu dân cư ước đạt 100.000 người/km².
Tiếng Quảng Đông, một phương ngữ Hán ngữ được sử dụng phổ biến ở vùng Hoa Nam, được 94,6% dân chúng nói, với 88,9% coi tiếng Quảng Đông là ngôn ngữ thứ nhất và 5,7% là ngôn ngữ thứ hai. Hơn một nửa dân số (53,2%) nói tiếng Anh, một ngôn ngữ chính thức khác; với 4,3% là người bản ngữ và 48,9% nói tiếng Anh như ngôn ngữ thứ hai. Việc chuyển mã (trộn lẫn tiếng Anh và tiếng Quảng Đông trong cuộc trò chuyện thân mật) là điều phổ biến trong cộng đồng song ngữ. Việc sử dụng tiếng Quan thoại, ngôn ngữ chính thức của Trung Quốc cũng đang tăng lên; 48,6% dân số nói tiếng phổ thông, với 1,9% là người bản ngữ và 46,7% nói tiếng này như ngôn ngữ thứ hai. Hán văn phồn thể được sử dụng trong văn bản, thay vì Hán văn giản thể được sử dụng ở đại lục.
Trong số dân theo tôn giáo, "tam giáo" truyền thống Trung Quốc (Phật giáo, Nho giáo và Đạo giáo) có nhiều tín đồ nhất (20%), theo sau là Thiên Chúa giáo (12%) và Hồi giáo (4%). Những người theo các tôn giáo khác, bao gồm đạo Sikh, đạo Hindu, đạo Do Thái và đạo Baháʼí, thường đến từ các vùng tôn giáo của họ chiếm ưu thế.
Tuổi thọ ở Hồng Kông là 82,2 tuổi đối với nam và 87,6 tuổi đối với nữ vào năm 2018, cao thứ sáu trên thế giới. Ung thư, viêm phổi, bệnh tim, bệnh mạch máu não và tai nạn là năm nguyên nhân hàng đầu gây tử vong của lãnh thổ. Nguồn tiền của hệ thống chăm sóc sức khỏe toàn dân chủ yếu đến từ thuế; trung bình, chính phủ sẽ chi trả 95% chi phí chăm sóc sức khỏe.
Bất bình đẳng về thu nhập gia tăng kể từ khi chuyển giao chủ quyền, chủ yếu là do dân số già dần dần cộng với số lượng người không lao động. Mặc dù thu nhập trung bình của hộ gia đình vẫn tăng đều đặn (tính đến năm 2016), nhưng chênh lệch tiền lương vẫn ở mức cao; chỉ có 90% người lao động nhận được 41 phần trăm tổng thu nhập. Hồng Kông là thành phố có nhiều tỉ phú nhất trên đầu người, với một tỷ phú trên 109.657 dân. Bất chấp những nỗ lực của chính phủ nhằm giảm bớt bất bình đẳng thu nhập, nhưng tiền lương trung bình của 10 phần trăm người có thu nhập cao nhất gấp 44 lần tiền lương của 10 phần trăm thu nhập thấp nhất.

## Giáo dục

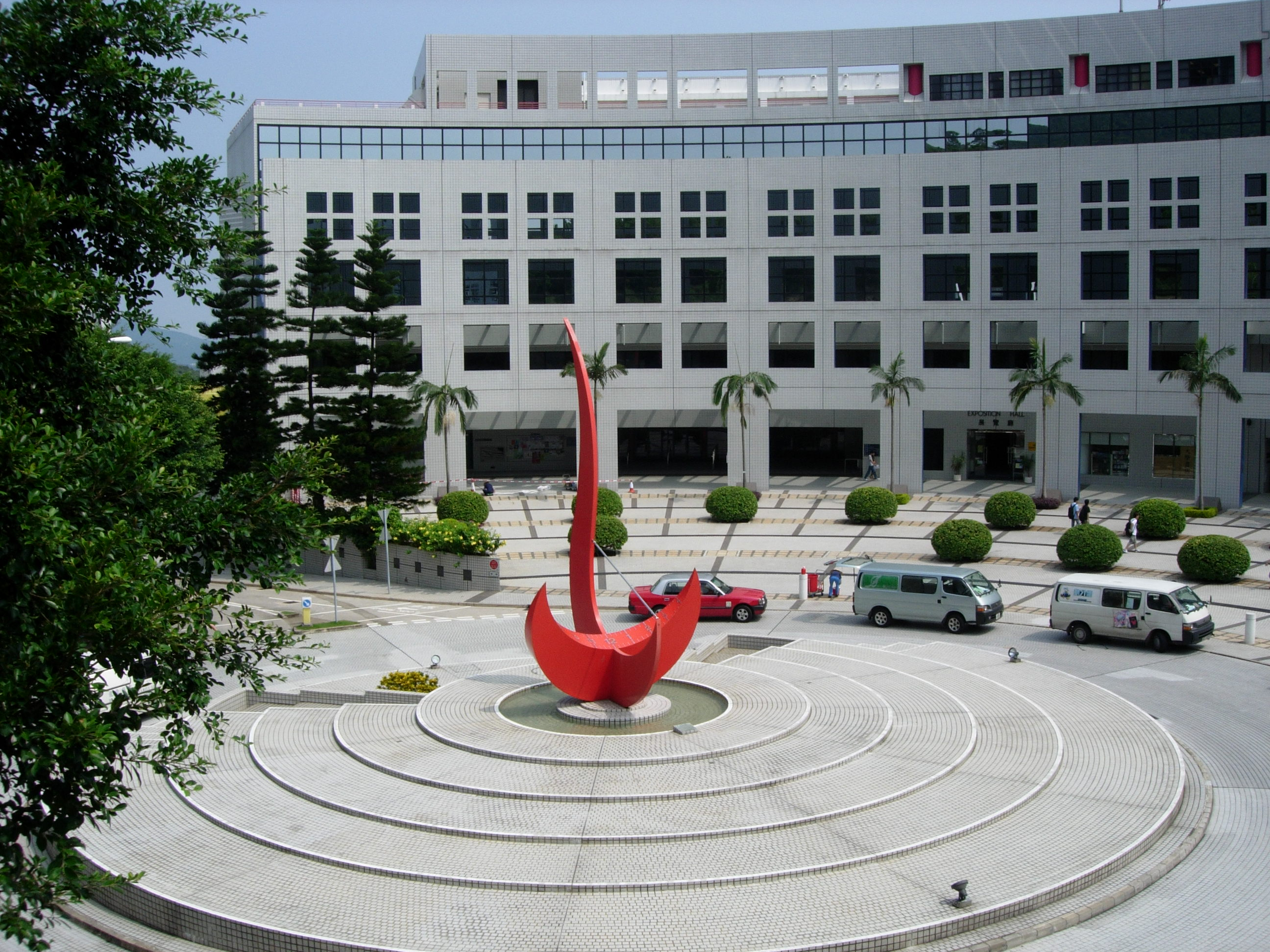
Đại học Khoa học Công nghệ Hồng Kông

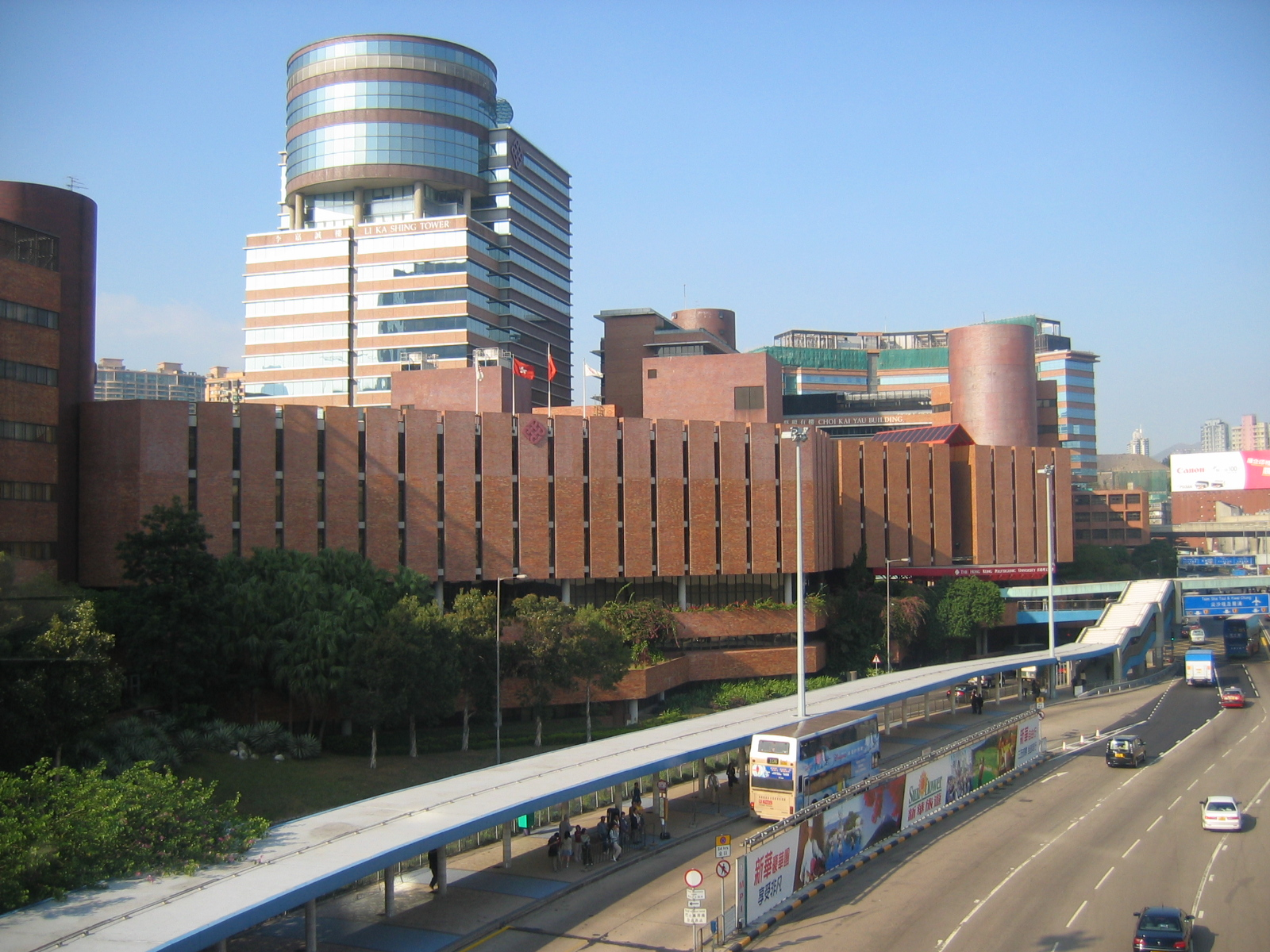
Đại học Bách khoa Hồng Kông

Là một thuộc địa Anh, hệ thống giáo dục của Hồng Kông gần như theo hệ thống giáo dục của Vương quốc Liên hiệp Anh và Bắc Ireland, và đặc biệt là hệ thống giáo dục Anh. Tại các cấp giáo dục chuyên nghiệp bậc đại học, cả hai hệ thống giáo dục Anh và Mỹ đều tồn tại. Đại học Hồng Kông (HKU), là trường đại học cổ nhất ở lãnh thổ này, đã có truyền thống dựa trên kiểu mẫu của Anh nhưng đã áp dụng nhiều yếu tố của Mỹ trong những năm gần đây. Xếp thứ hai sau HKU về thời gian thành lập là Đại học Trung văn Hồng Kông (CUHK) theo mô hình Mỹ với một hệ thống viện đặc trưng của Anh. Đại học Bách khoa Hồng Kông (PolyU) có từ năm 1937 và được đổi tên thành Đại học Bách khoa Hồng Kông vào năm 1994. Đây là một trong những trường đại học công lập theo luật định do Ủy ban Tài trợ Đại học (UGC) tài trợ. Đại học Khoa học Công nghệ Hồng Kông (HKUST) được thành lập theo mô hình giáo dục bậc đại học của Mỹ. Có 9 trường đại học công lập ở Hồng Kông và một số các cơ sở giáo dục bậc đại học tư thục. Đại học Lĩnh Nam ở Đồn Môn là một ví dụ tốt, đây là trường đại học duy nhất ở Hồng Kông có đào tạo kiểu giáo dục cơ bản (liberal arts education). Các trường công của Hồng Kông do Cục Giáo dục Đặc khu hành chính Hồng Kông quản lý.
Hệ thống giáo dục của Hồng Kông có đặc điểm: ba năm mẫu giáo không bắt buộc, tiếp theo là 6 năm phổ thông cơ sở và 3 năm phổ thông trung học bắt buộc và 2 năm phổ thông cao cấp (senior secondary education) không bắt buộc để được cấp bằng bằng trung học Hồng Kông (Hong Kong Certificate of Education Examination) và một khoá 2 năm học chương trình cao đẳng đại học để nhận bằng giáo dục cao cấp Hồng Kông (Hong Kong Advanced Level Examination). Một hệ thống giáo dục trung học cao cấp cải cách kiểu "3+3+4", trong đó có ba năm trung học thông thường, ba năm trung học cao cấp và bốn năm cao đẳng, đại học sẽ được áp dụng từ năm 2009 trở đi. Ngoài ra cũng có các cơ sở giáo dục bậc đại học đào tạo và cấp bằng cử nhân, thạc sĩ, tiến sĩ, chứng chỉ đại học đại cương (associate degree), cũng như các bằng cấp bậc đại học khác.
Phần lớn các trường phổ thông toàn diện ở Hồng Kông thuộc trong ba dạng sau: trường công (ít), trường được trợ cấp và trường tư. Các trường được trợ cấp cho đến nay là loại phổ biến nhất, trong đó có các trường được chính quyền hỗ trợ và phụ cấp ("aids-and-grant"). Các trường tư thường được điều hành bởi các tổ chức tôn giáo (chủ yếu là Cơ Đốc giáo nhưng cũng có một số thuộc về các tổ chức Phật giáo, Đạo giáo, Hồi giáo) với kỳ thi đầu vào dựa vào kết quả học tập hơn là khả năng tài chính. Ngoài hệ thống này là các trường dưới dạng Direct Subsidy Scheme (chương trình trực tiếp tài trợ) và các trường quốc tế tư thục.

## Xếp hạng quốc tế
| Ngày    | Tiêu chí                                                                              | Tổ chức đăng cai                                                                                       | Xếp hạng            | Ghi chú |
| ------- | ------------------------------------------------------------------------------------- | --- | ------------------- | --- |
| 2001–05 | Các sân bay tốt nhất thế giới                                                         | Skytrax                                                                                                | 1/155 quốc gia      | Xếp hạng nhất trên 155 nước                                                                                                 |
| 2002–04 | Xếp hạng các cảng container trên thế giới                                             | Xếp hạng cảng thế giới AAPA Lưu trữ ngày 6 tháng 1 năm 2007 tại Wayback Machine                        | 2/10 cảng           | Xếp hạng nhì trên 50 cảng lớn nhất thế giới                                                                                 |
| 2002    | Xếp hạng IQ                                                                           | Đại học Ulster                                                                                         | 1/185 quốc gia      | Xếp hạng nhất trên 185 quốc gia                                                                                             |
| 2005    | Chỉ số Sự sẵn sàng hệ thống (NRI)                                                     | Diễn đàn Kinh tế Thế giới                                                                              | 11/115 quốc gia     | Xếp hạng 11 trên 115 quốc gia                                                                                               |
| 2005    | Chỉ số chất lượng sống toàn thế giới                                                  | The Economist                                                                                          | 18/111 quốc gia     | Xếp hạng 18 trên 111 nước                                                                                                   |
| 2006    | Nghiên cứu thứ 6 hàng năm chính phủ điện tử (Đại học Brown)                           | Chính phủ điện tử toàn cầu                                                                             | 20/198 nước         | Xếp hạng 20 trên 198 nước                                                                                                   |
| 2006    | Chỉ số tự do báo chí hàng năm toàn thế giới năm 2006                                  | Phóng viên không biên giới                                                                             | 59/168 quốc gia     | Xếp hạng 59 trên 168 quốc gia                                                                                               |
| 2006    | Số nhận thức tham nhũng                                                               | Transparency International                                                                             | 15/163 quốc gia     | Xếp hạng 15 trên 163 nước                                                                                                   |
| 2006    | Niên giám tính cạnh tranh thế giới 2006                                               | IMD International                                                                                      | 2/61 nền kinh tế    | Xếp hạng nhì trên 61 nền kinh tế (quốc gia và vùng lãnh thổ)                                                                |
| 2006    | World City's Skyline/Skyscrapers                                                      | Emporis Data Committee (EDC)                                                                           | 1/100 thành phố lớn | Xếp hạng nhất trên tất cả các thành phố lớn của thế giới. This listing ranks cities by the visual impact of their skylines. |
| 2006    | Báo cáo tính cạnh tranh toàn cầu - Xếp hạng chỉ số tính cạnh tranh phát triển         | World Economic Forum                                                                                   | 11/125 quốc gia     | Xếp hạng 11 trên 125 nước                                                                                                   |
| 2006    | Chỉ số tính cạnh tranh kinh doanh - BCI                                               | World Economic Forum                                                                                   | 10/121 quốc gia     | Xếp hạng 10 trên 121 nước                                                                                                   |
| 2006    | Chỉ số phát triển con người - HDI Lưu trữ ngày 2 tháng 2 năm 2007 tại Wayback Machine | United Nations                                                                                         | 22/177 quốc gia     | Xếp hạng 22 trên 177 nước                                                                                                   |
| 2006    | Access Index (p.19)                                                                   | FedEx: The Power of Access - 2006 Access Index                                                         | 1/75 quốc gia       | Xếp hạng nhất trên 75 nước                                                                                                  |
| 2006    | Tính cạnh tranh tiềm tàng                                                             | Trung tâm Nghiên cứu Kinh tế Nhật Bản (JCER)                                                           | 1/50 quốc gia       | Xếp hạng nhất trên 50 quốc gia                                                                                              |
| 2007    | Các sân bay tốt nhất thế giới Lưu trữ ngày 29 tháng 8 năm 2009 tại Wayback Machine    | Skytrax                                                                                                | 1/170 sân bay       | Xếp hạng nhất trong số 170 sân bay                                                                                          |
| 2007    | Chỉ số tính cạnh tranh du lịch                                                        | Diễn đàn Kinh tế Thế giới                                                                              | 6/124 quốc gia      | Xếp hạng 6 trên 124 quốc gia                                                                                                |
| 2007    | Chỉ số tự do kinh tế                                                                  | Heritage Foundation/The Wall Street Journal: 2006 Lưu trữ ngày 13 tháng 2 năm 2008 tại Wayback Machine | 1/157 quốc gia      | Xếp hạng nhất trên 157 quốc gia trong 13 năm ở dãy.                                                                         |
| 2007    | Thành phố đắt đỏ nhất thế giới                                                        | ECA International: Lưu trữ ngày 11 tháng 10 năm 2007 tại Wayback Machine                               | 1/92 quốc gia       | Xếp hạng nhất trên 92 địa điểm.                                                                                             |

## Hình ảnh

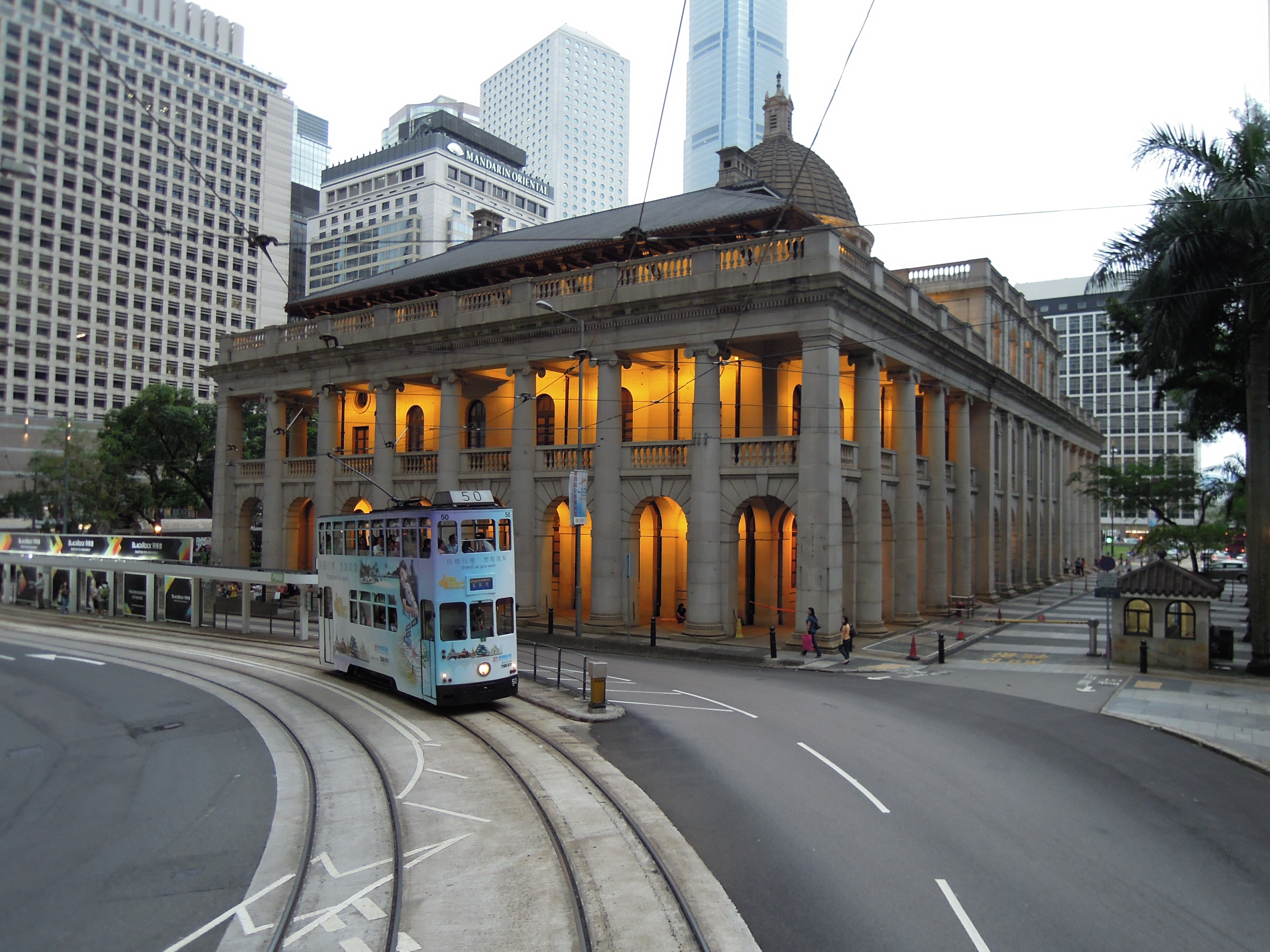
Tòa án phúc thẩm cuối cùng
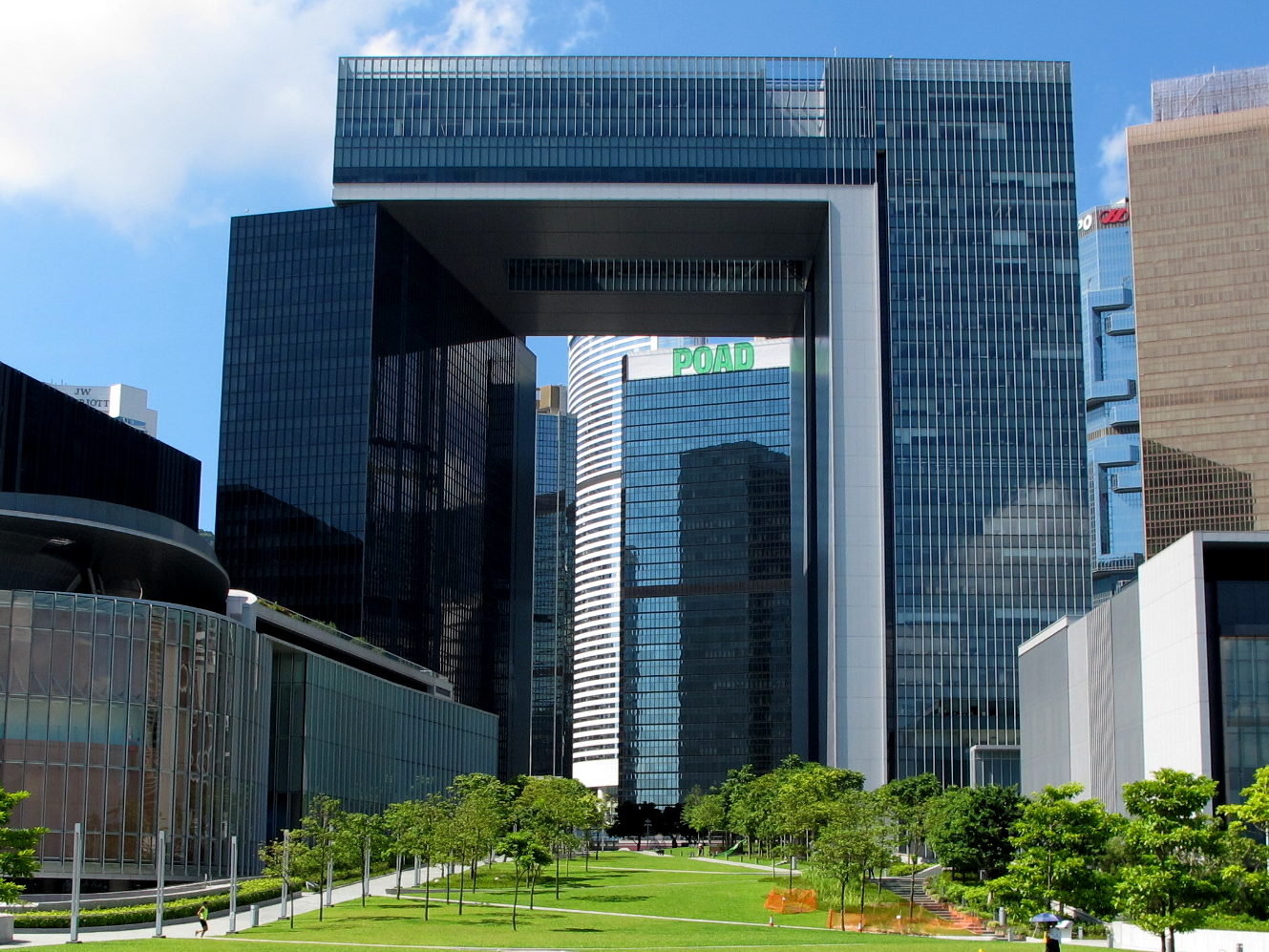
Trụ sở chính phủ Hong Kong
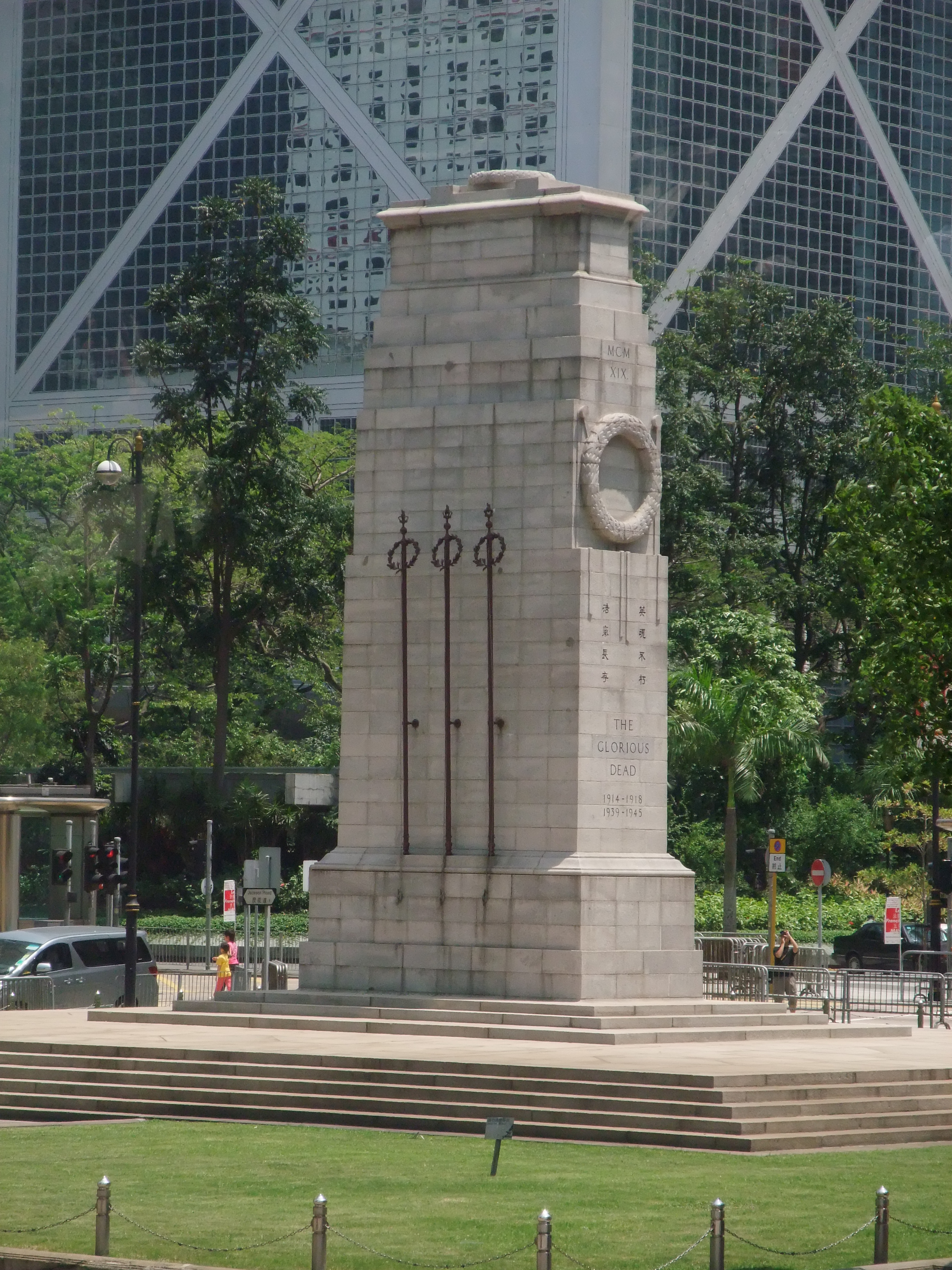
Cenotaph
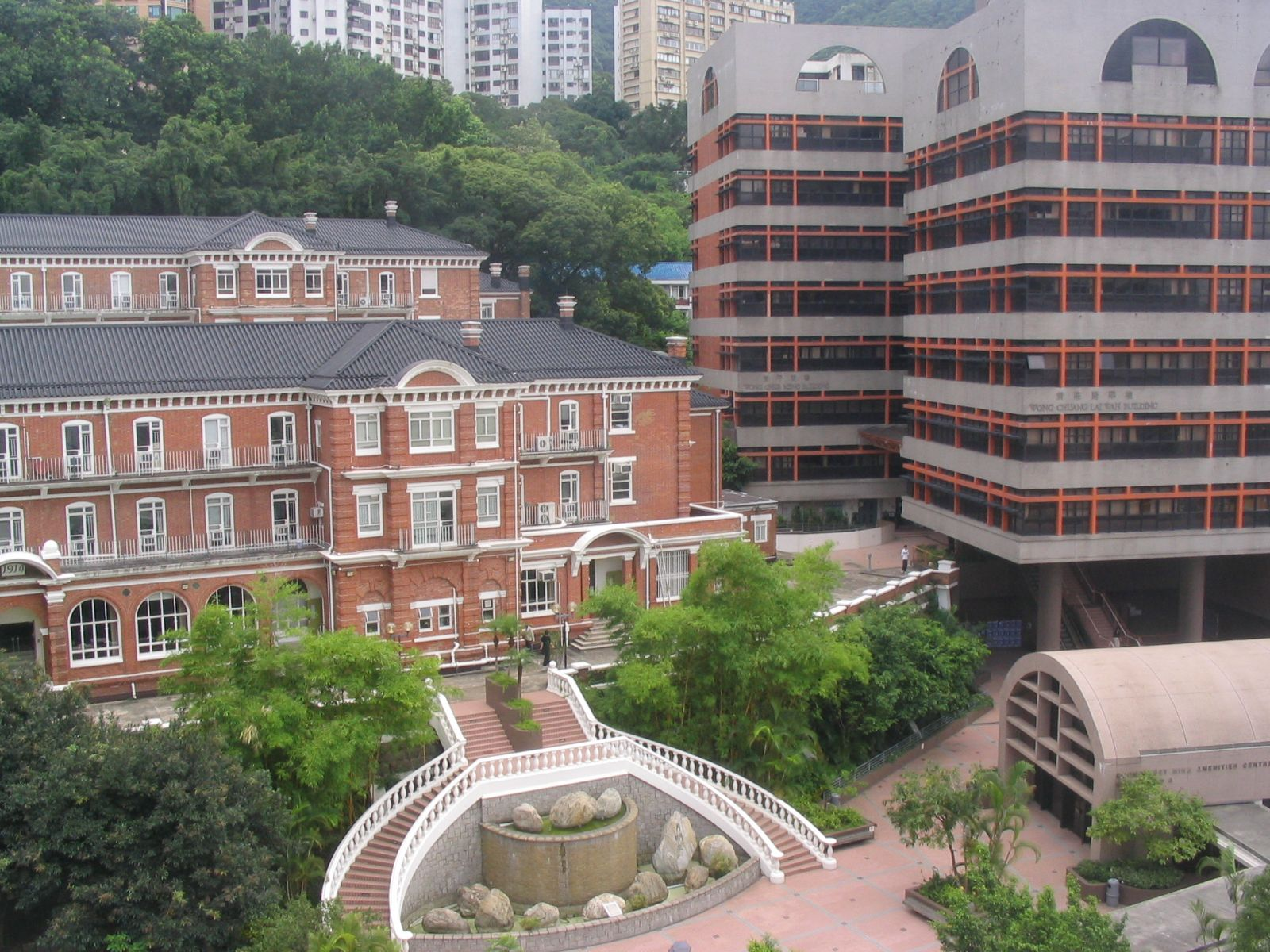
Đại học Hồng Kông
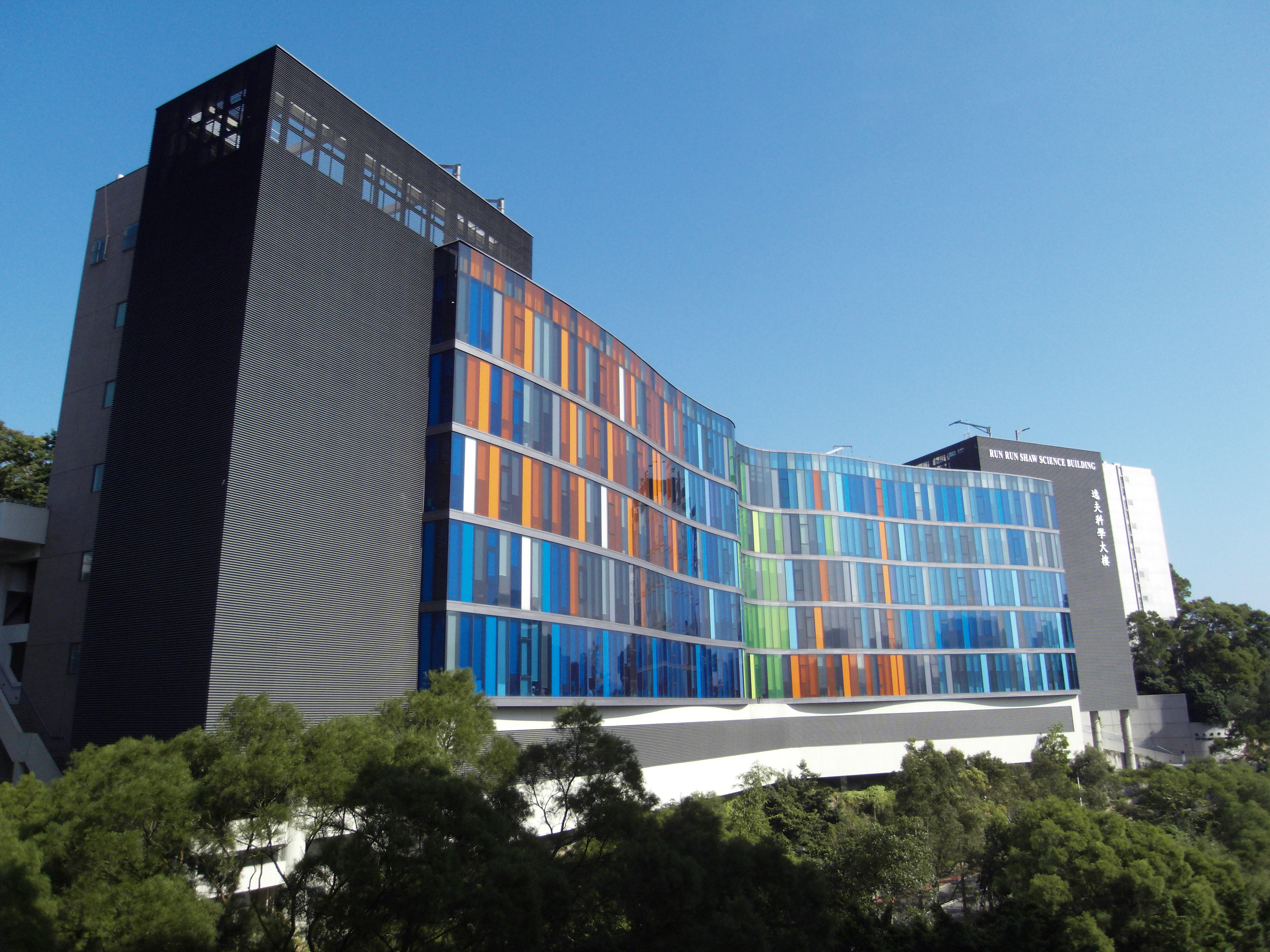
Đại học Trung văn Hồng Kông
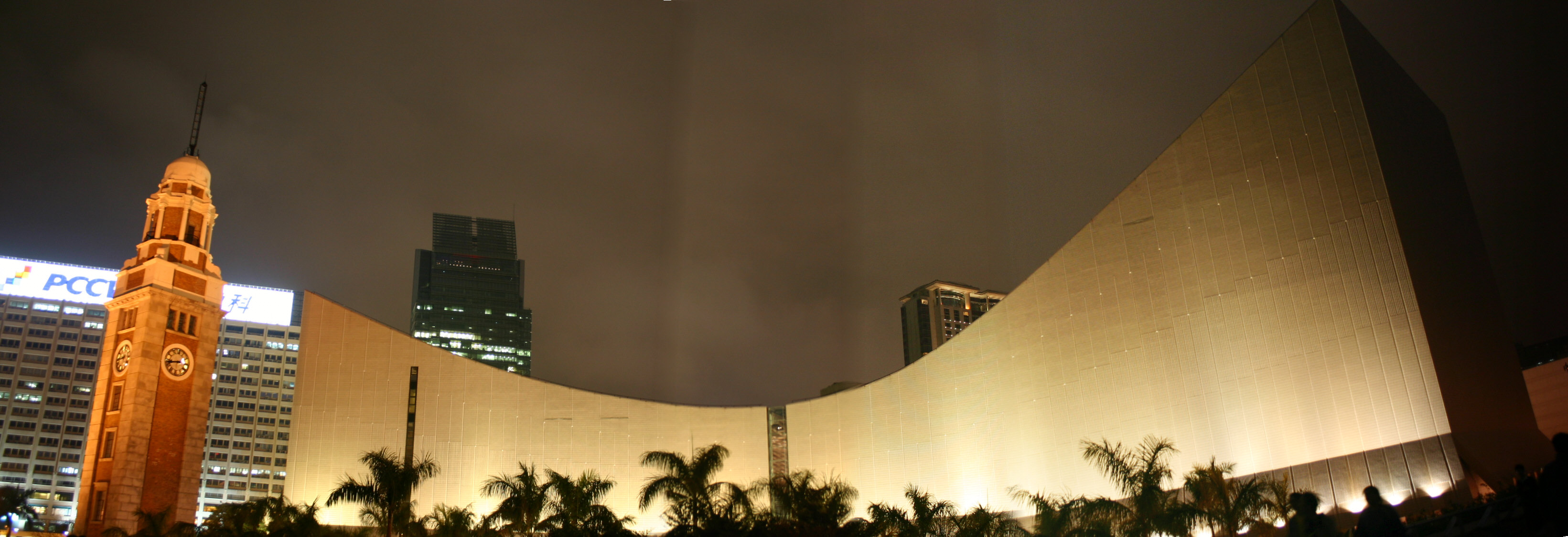
Trung tâm văn hóa và Tháp đồng hồ, Tiêm Sa Chủy vào ban đêm
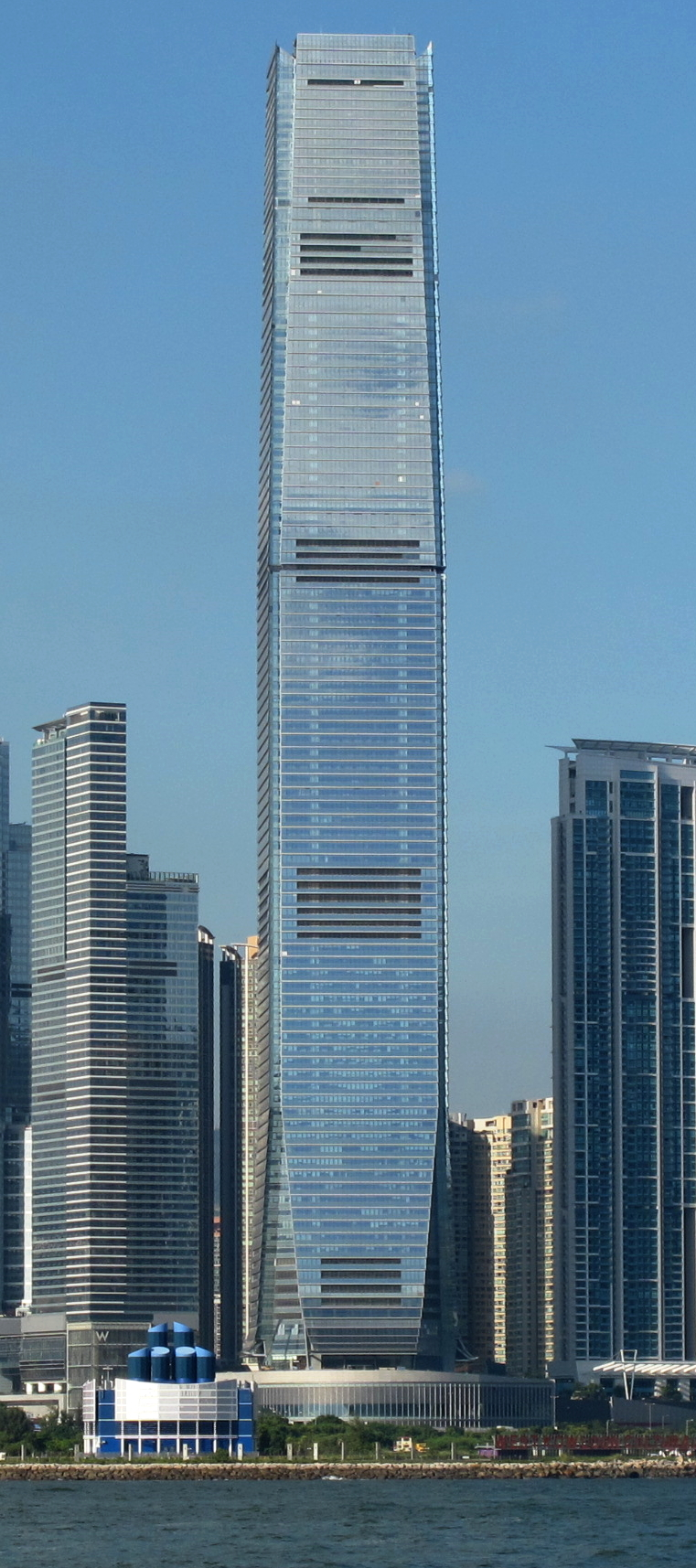
Trung tâm thương mại quốc tế Hồng Kông
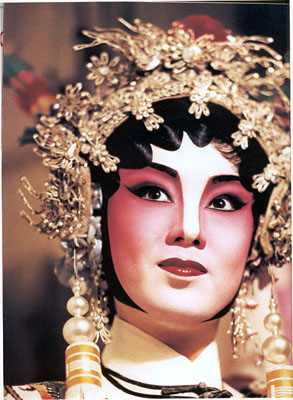
Hát Việt kịch Quảng Đông
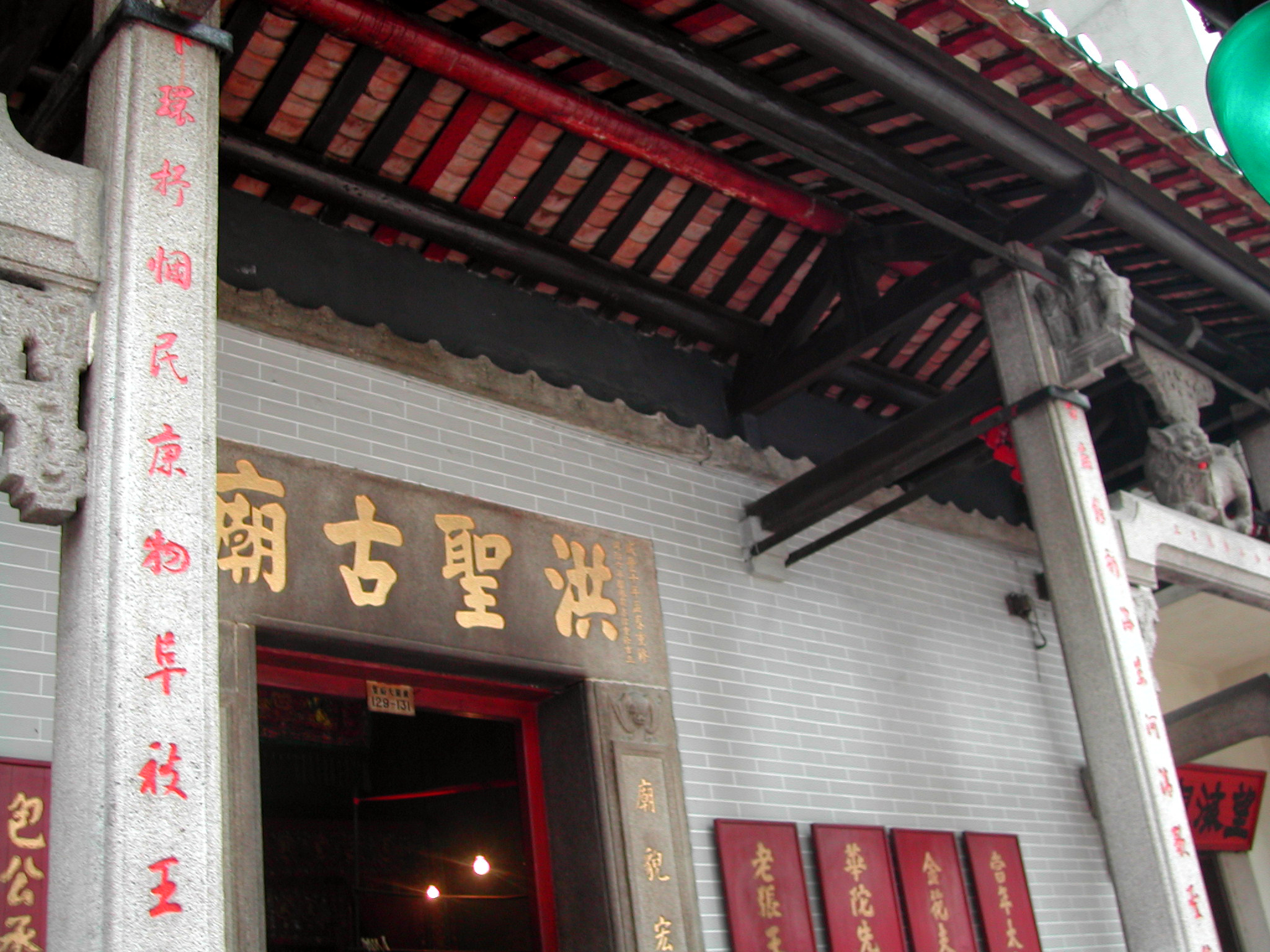
Ngôi nhà cổ
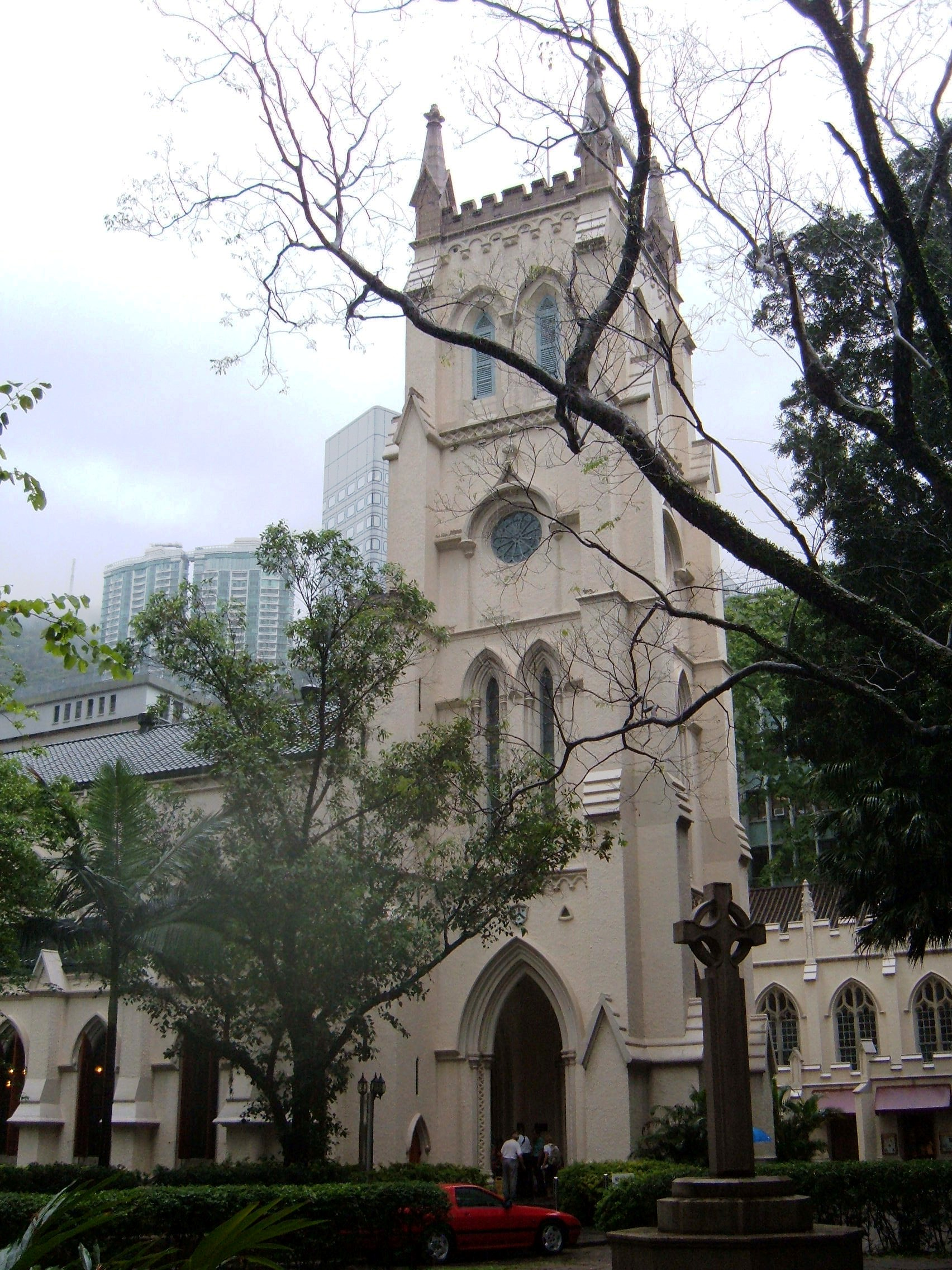
nhà thờ
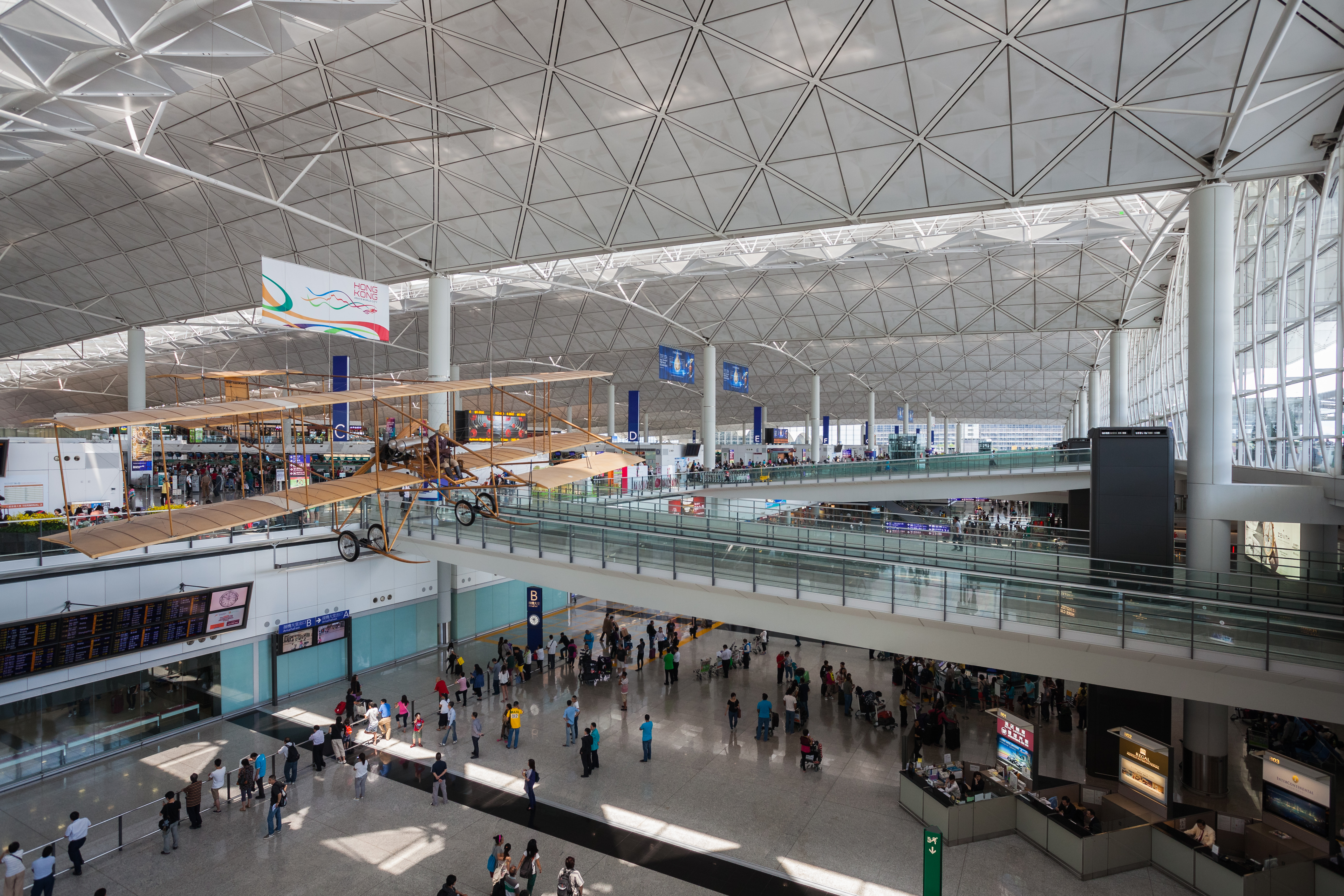
Sân bay quốc tế Hồng Kông
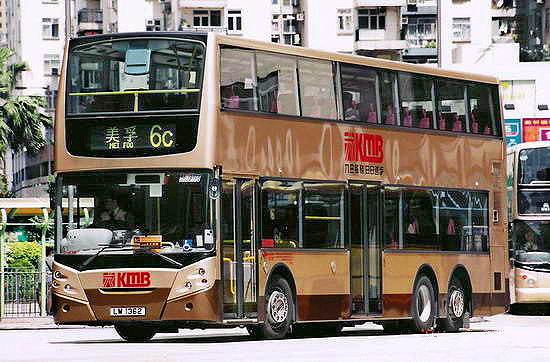
Xe bus ở Hồng Kông
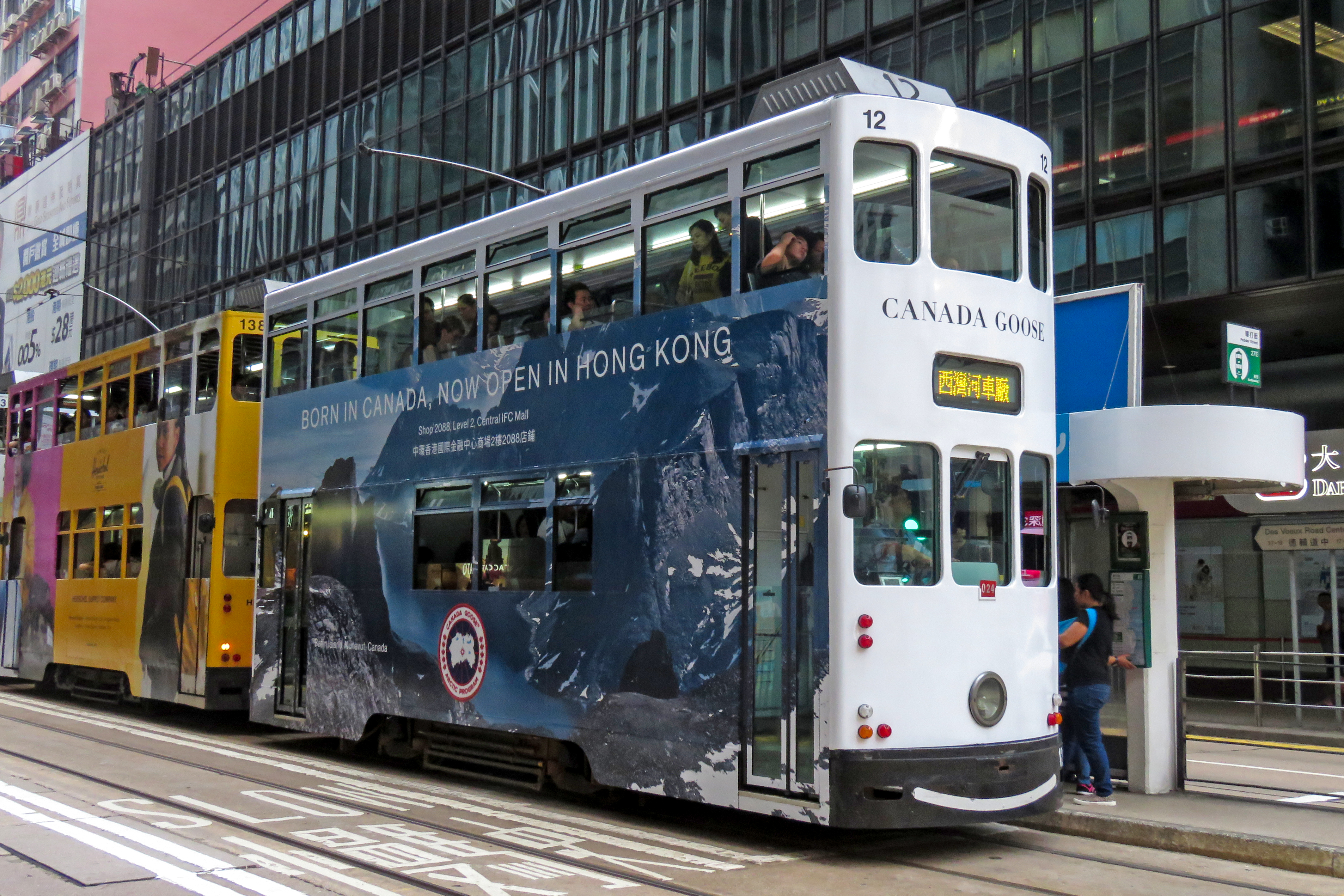
Xe điện Hồng Kông
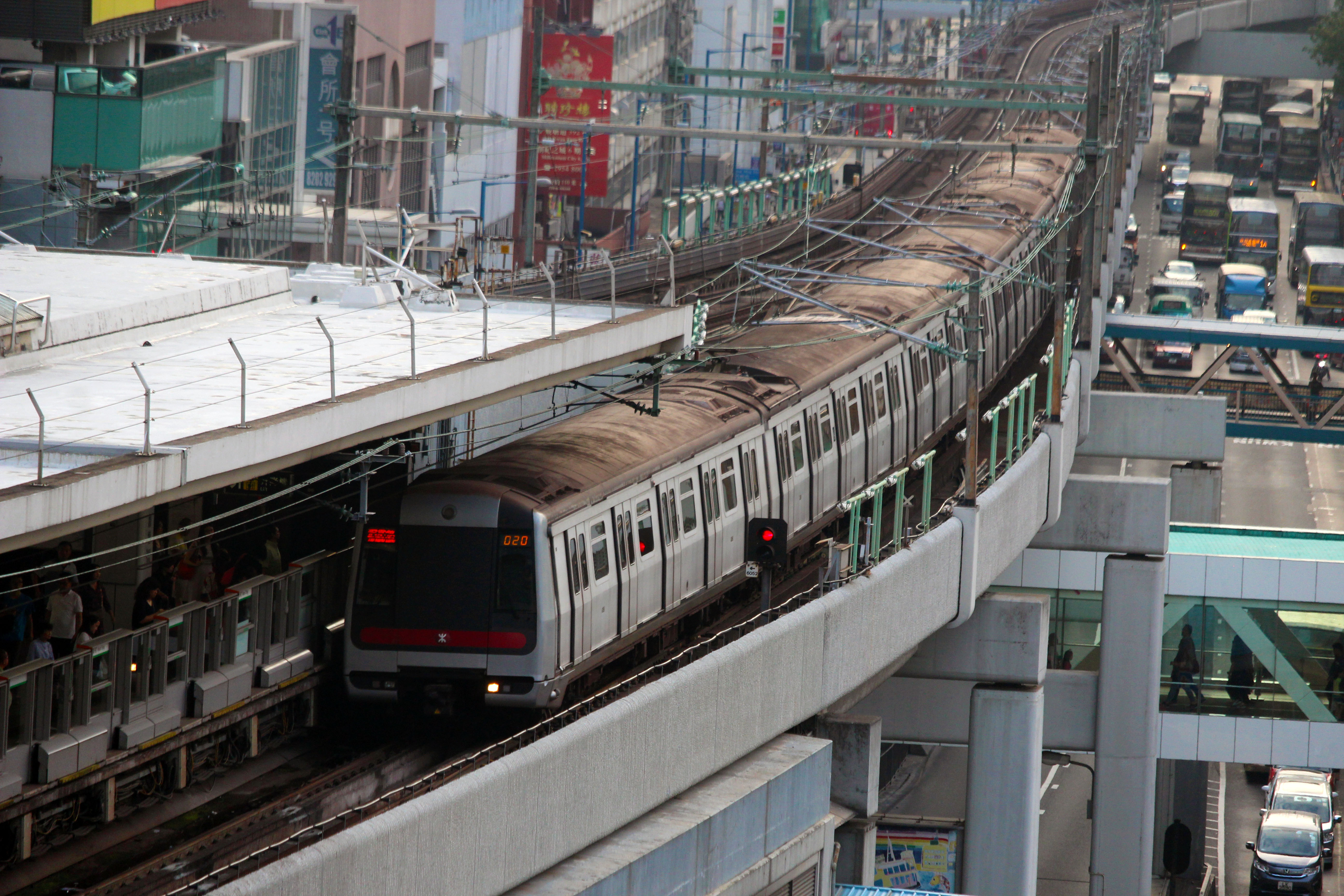
MTR